# پیامد انسان بر محیط زیست
پیامدهای انسان بر محیط زیست یا پیامد فعالیت‌های انسان‌ساخت بر محیط زیست (به انگلیسی: Human impacts on the environment) شامل تغییر در محیط‌های بیوفیزیکی و اکوسیستم‌ها، تنوع زیستی و منابع طبیعی که به‌طور مستقیم یا غیرمستقیم توسط انسان ایجاد می‌شود، از جمله گرم‌شدن کره زمین، تخریب محیط زیست مانند اسیدی شدن اقیانوس‌ها، انقراض گسترده و ازمیان رفتن تنوع زیستی، بحران زیست‌محیطی و فروپاشی زیست‌محیطی به‌شمار می‌رود. تغییر محیط زیست متناسب با نیازهای جامعه، اثرات مخربی از خود به جای می‌گذارد برخی از فعالیت‌های بشری که در مقیاس جهانی به‌طور مستقیم یا غیرمستقیم به محیط زیست جهانی آسیب می‌رسانند، عبارتند از رشد جمعیت، بهره‌کشی و مصرف بیش از حد، آلودگی و جنگل زدایی. برخی از مشکلات، از جمله گرم‌شدن کره زمین و ازدست رفتن تنوع زیستی، خطر حیاتی برای نژاد بشر ایجاد می‌کند. برخی از کارشناسان این بحران را به‌طور کل ازدیاد جمعیت انسانی نسبت می‌دهند.
اصطلاح انسان‌زاد (انسان‌ساخت) (anthropogenic) یک اثر یا شیء ناشی از فعالیت انسان تعیین می‌کند. این اصطلاح برای نخستین بار به معنای فنی توسط الکسی پاولوف، زمین‌شناس روس به کار رفت و نخستین بار در انگلیسی توسط بوم‌شناس انگلیسی، آرتور تانسلی، در رابطه با تأثیر فعالیت‌های انسانی بر climax plant communities استفاده شد. دانشمند جَوشناس پل کروتزن در اواسط دهه ۱۹۷۰ اصطلاح «آنتروپوسن» را معرفی کرد. این اصطلاح گاهی در زمینه آلودگی حاصل از فعالیت‌های انسانی از زمان آغاز انقلاب سبز به کار می‌رود اما به‌طور گسترده‌ای در مورد همه پیامدهای اصلی انسان بر محیط زیست نیز کاربرد دارد. بسیاری از اقدامات انجام‌شده توسط انسان که به گرم شدن محیط کمک می‌کند، ناشی از سوزاندن سوخت فسیلی از منابع مختلف مانند: برق، خودرو، هواپیما، گرمایش فضا، ساخت یا تخریب جنگل‌ها است.

## زیاده‌روی انسان

### مصرف بی‌رویه
مقاله اصلی: زیاده‌روی در مصرف

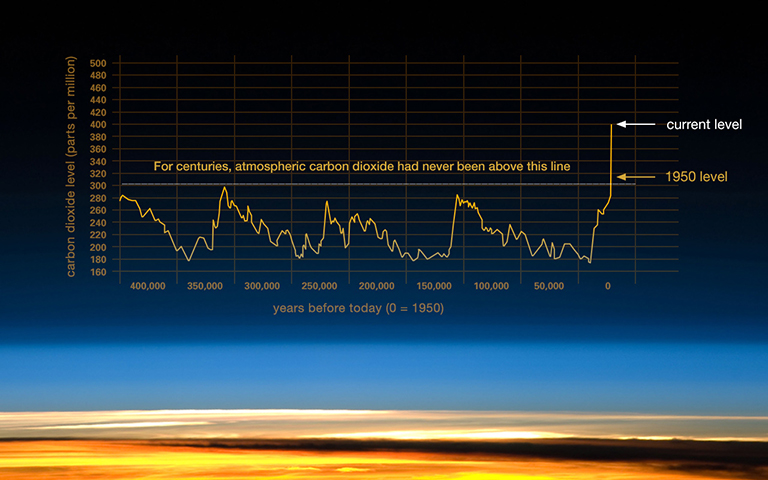
نمودار منتشرشده توسط ناسا که میزان CO2 از ۴۰۰٬۰۰۰ سال گذشته را نشان می‌دهد.

مصرف بی‌رویه وضعیتی است که به‌کارگیری منابع، از ظرفیت پایدار اکوسیستم پیشی گرفته باشد. این وضعیت را می‌توان با به‌کارگیری ردپای بوم‌شناختی اندازه‌گیری کرد، رویکرد برآورد منابع تقاضای انسان در اکوسیستم‌ها را با مقدار ماده سیاره در اکوسیستم مقایسه می‌کند. برآوردها نشان می‌دهد که تقاضای کنونی بشریت 70% بیشتر از میزان بازآفرینی کل اکوسیستم‌های کره زمین است. الگوی درازمدت مصرف بی‌رویه سبب تخریب محیط زیست و در پایان از میان رفتن منابع می‌شود.
پیامدهای فعالیت بشری روی کره زمین به‌صورت کلی تحت تأثیر بسیاری از عوامل است، نه تنها عدد خام که نشان‌دهنده شمار مردم است. سبک زندگی آن‌ها (شامل ثروت کلی و به‌کارگیری منابع) و آلودگی ایجادشده (از جمله اثر کربن) به همان اندازه مهم است. در سال ۲۰۰۸، نیویورک تایمز اظهار داشت که ساکنان کشورهای پیشرفته جهان منابعی مانند نفت و فلزات را با سرعتی تقریباً ۳۲ برابر بیشتر از کشورهای در حال توسعه که اکثر جمعیت انسانی را تشکیل می‌دهند، مصرف می‌کنند.

کاهش ردپای کربنی شخص برای اقدامات مختلف.

تأثیر مخرب جمعیت بیش از حد، در اثر مصرف بسیار، افزایش می‌یابد. بنابر گفته پال آر. ارلیک، در سخنرانی سال 2017:
کشورهای ثروتمند غربی اکنون در حال به‌کارگیری منابع سیاره هستند و با سرعت بی‌سابقه‌ای اکوسیستم‌های آن را نابود می‌کنند. می‌خواهیم بزرگراه‌هایی در سرنگتی ایجاد کنیم تا کانی خاک کمیاب برای تلفن‌های همراه بدست آوریم. همه ماهی‌ها را از دریا می‌گیریم، صخره‌های مرجانی را خراب می‌کنیم و دی‌اکسید کربن را در جو قرار می‌دهیم. ما یک رویداد مهم انقراض را آغاز کرده‌ایم [.. .] یک جمعیت جهانی حدود یک میلیارد نفر تأثیر کلی طرفدار-زندگی خواهد داشت. که می‌تواند برای هزاره‌ها ادامه داشته باشد و در مقایسه با رشد کنترل نشده کنونی ما و چشم‌انداز سقوط ناگهانی، زندگی انسان‌های بیشتری را در دراز مدت حفظ کند.. .] اگر همه افراد منابع را در سطح مصرف مردم ایالات متحده مصرف کنند - چیزی که دنیا آرزوی آن را دارد - شما به چهار یا پنج کره زمین دیگر احتیاج خواهید داشت. ما سامانه‌های پشتیبانی از زندگی سیاره خود را خراب می‌کنیم.
تمدن بشری باعث از میان رفتن ۸۳٪ از کل پستانداران وحشی و نیمی از گیاهان شده‌است. وزن مرغ‌های جهان سه برابر پرندگان وحشی است، در حالی که گاوها و خوک‌های اهلی ۱۴ برابر بیشتر از همه پستانداران وحشی هستند. پیش‌بینی می‌شود با افزایش جمعیت جهانی به بیش از ۹ میلیارد نفر، مصرف گوشت جهانی تا سال ۲۰۵۰ بیش از دو برابر شود، شاید به ۷۶٪، که محرک مهمی در، از دست دادن تنوع زیستی بیشتر، و افزایش انتشار گازهای گلخانه‌ای خواهد بود.

### افزایش بیش از حد جمعیت انسانی
مقاله اصلی: ازدیاد جمعیت انسان

جمعیت انسانی از ۱۰۰۰۰ پیش از میلاد تا ۲۰۰۰ میلادی، با افزایش تصاعدی از قرن هجدهم.

برخی از پژوهشگران، کارشناسان و مدافعان هنگام بررسی رشد جمعیت انسانی ابراز نگرانی می‌کنند که ازدیاد جمعیت محرک اصلی بحران محیط زیست است. برخی از اکولوژیست‌های ژرف‌نگر، مانند اندیشمند رادیکال و جدال گرای Pentti Linkola، جمعیت بیش از حد انسان را تهدیدی برای کل زیست کره می دانند. در سال ۲۰۱۷، بیش از ۱۵۰۰۰ دانشمند در سراسر جهان دومین هشدار را به بشریت صادر کردند و اظهار داشتند که رشد سریع جمعیت انسانی «محرک اصلی بسیاری از تهدیدهای زیست‌محیطی و حتی اجتماعی» است. گزارش سال ۲۰۲۱ در Frontiers in Conservation Science هشدار داد که اندازه و میزان رشد جمعیت از عوامل مهم در از دست دادن تنوع زیستی و تخریب خاک است و افزود: «افراد بیشتر به معنای تولید ترکیبات مصنوعی و پلاستیک‌های خطرناک برای دورانداختن هستند که بسیاری از آن‌ها موجب افزایش سموم رو به رشد زمین هستند. همچنین شانس دنیاگیریهایی را که باعث شکار هرچه بیشتر ناامیدکننده منابع کم می‌شوند، افزایش می‌دهد».

## ماهیگیری و کشاورزی
مقاله اصلی: پیامد زیست‌محیطی کشاورزی
پیامد زیست‌محیطی کشاورزی، به دلیل دامنه گسترده‌ای از شیوه‌های کشاورزی، در سراسر جهان متفاوت است. در پایان، پیامد زیست‌محیطی به روش‌های تولید در سامانه مورد استفاده کشاورزان بستگی دارد. رابطه میان آلاینده‌ها در محیط و سامانه کشاورزی غیرمستقیم است، و به دیگر متغیرهای آب‌وهوایی مانند بارندگی و دما نیز بستگی دارد.
دو گونه شاخص پیامدهای زیست‌محیطی وجود دارد: «مبنی-بر-ابزار» که بر اساس روش‌های تولید کشاورزی است و «مبنی-بر-اثر» که پیامدی است که روش‌های کشاورزی بر سامانه کشاورزی یا انتشار گازهای گلخانه ای به محیط دارند. نمونه ای از یک شاخص مبنی-بر-ابزار، کیفیت آب زیرزمینی است که تحت تأثیر مقدار نیتروژن وارد شده به خاک قرار می‌گیرد. شاخصی که منعکس کننده از دست دادن نیترات به آب‌های زیرزمینی باشد، مبنی-بر-اثر خواهد بود.
تأثیر زیست‌محیطی کشاورزی شامل عوامل مختلفی از خاک، آب، هوا، تنوع جانوری و خاک، گیاهان و خود غذا است. برخی از موضوعات زیست‌محیطی که به کشاورزی مربوط می‌شود تغییر آب‌وهوا، جنگل زدایی، مهندسی ژنتیک، مشکلات آبیاری، آلاینده‌ها، تخریب خاک و زباله‌ها است.

### ماهیگیری
مقاله اصلی: پیامد زیست‌محیطی ماهیگیری
پیامدهای زیست‌محیطی صید را می‌توان به مواردی تقسیم کرد که شامل در دسترس بودن ماهیان قابل صید می‌شود، مانند صید بی‌رویه، شیلات پایدار و مدیریت شیلات. و مواردی که پیامد ماهیگیری بر دیگر عناصر محیط را شامل می‌شود، مانند صید غیرمجاز و تخریب زیستگاه مانند صخره‌های مرجانی. بنابر گزارش 2019 بستر نرم‌افزاری بین‌المللی سیاست‌های علمی در زمینه تنوع زیستی و خدمات اکوسیستم (IPBES)؛ صید بی‌رویه مولد اصلی انقراض جمعی گونه‌ها در اقیانوس‌ها است.
این مسائل حفاظتی بخشی از حفاظت از دریا است خطاب به برنامه‌های علوم شیلات. افزایش بیشتر میزان میان شمار ماهی موجود برای صید، و تمایل بشریت به صید آن‌ها، وجود دارد، مشکلی که با افزایش جمعیت جهان بزرگتر می‌شود.
مشابه دیگر مسائل زیست‌محیطی، ممکن است تضادی میان منافع ماهیگیرانی که برای تأمین معاش خود به ماهیگیری وابسته‌اند، و دانشمندان شیلات که دریافته‌اند اگر بخواهند جمعیت ماهیان آینده پایدار باشد، پس برخی از شیلات باید کاهش یا حتی بسته شوند.
مجله Science یک مطالعه چهار ساله در نوامبر ۲۰۰۶ منتشر کرد، که پیش‌بینی کرد، که با روندهای غالب، در سال ۲۰۴۸ غذاهای دریایی صید-وحش شده، در دنیا تمام خواهد شد. دانشمندان اظهار داشتند که این کاهش در نتیجه صید بیش از حد، آلودگی و دیگر عوامل زیست‌محیطی است که همزمان با تخریب اکوسیستم آن‌ها از جمعیت شیلات نیز می‌کاهد. با این حال، این تجزیه و تحلیل با انتقاداتی روبرو شده‌است که در آن نقص اساسی وجود دارد، و بسیاری از مقامات مدیریت شیلات، نمایندگان صنعت و دانشمندان یافته‌ها را به چالش می‌کشند، گرچه بحث همچنان ادامه دارد. بسیاری از کشورها مانند تونگا، ایالات متحده، استرالیا و نیوزیلند و نهادهای مدیریت بین‌المللی اقداماتی را برای مدیریت مناسب منابع دریایی انجام داده‌اند.
سازمان غذا و کشاورزی سازمان ملل (FAO) دو-سالانه وضعیت شیلات و آبزی پروری جهان را در سال ۲۰۱۸ منتشر کرد خاطرنشان کرد که تولید ماهیگیری در طی دو دهه گذشته ثابت مانده‌است اما صید ناپایدار ماهیان به میزان ۳۳٪ از شیلات جهان افزایش یافته‌است. آنها همچنین اشاره کردند که پرورش آبزیان، تولید ماهی پرورشی، از ۱۲۰ میلیون تن در سال در سال ۱۹۹۰ به بیش از ۱۷۰ میلیون تن در سال ۲۰۱۸ افزایش یافته‌است.
جمعیت کوسه‌ها و سفره‌ماهی‌های اقیانوسی از سال ۱۹۷۰ تاکنون ۷۱٪ کاهش یافته‌است که بیشتر به دلیل صید بیش از حد ماهی است. اکنون بیش از سه چهارم گونه‌های این گروه در معرض خطر انقراض قرار دارند.

### آبیاری
مقاله اصلی: پیامد زیست‌محیطی آبیاری
پیامد زیست‌محیطی آبیاری شامل تغییرات کمیت و کیفیت خاک و آب در نتیجه آبیاری و اثرات متعاقب آن بر شرایط طبیعی و اجتماعی در انتهای پایین و پایین دست طرح آبیاری است.
پیامدهای ناشی از تغییر شرایط هیدرولوژیکی ناشی از نصب و راه اندازی طرح است.
یک طرح آبیاری اغلب آب را از رودخانه می‌گیرد و آن را در منطقه آبیاری توزیع می‌کند. به‌عنوان یک نتیجه هیدرولوژیکی مشخص شد که:
- تخلیه رودخانه پایین دست کاهش می‌یابد
- تبخیر در این طرح افزایش یافته‌است
- شارژ آب زیرزمینی در این طرح افزایش یافته‌است
- سطح جدول آب بالا می‌رود
- جریان زهکشی افزایش می‌یابد.

تأثیرات آن بر کیفیت خاک و آب غیرمستقیم و پیچیده‌است و تأثیرات بعدی بر شرایط طبیعی، زیست‌محیطی و اقتصادی - اقتصادی پیچیده‌است. در برخی موارد، اما نه در همه موارد، ورود به سامانه آب و شور شدن خاک می‌تواند منجر شود. با این حال، می‌توان از آبیاری، همراه با زهکشی خاک، برای غلبه بر شور شدن خاک با شستن نمک‌های اضافی از مجاورت منطقه ریشه استفاده کرد.
آبیاری همچنین می‌تواند با استخراج آب‌های زیرزمینی توسط چاه‌های (لوله‌ای) انجام شود. به‌عنوان یک نتیجه هیدرولوژیکی مشخص شده‌است که سطح آب پایین می‌آید. اثرات آن ممکن است استخراج آب، نشست زمین / خاک و در امتداد ساحل، نفوذ آب شور باشد.
پروژه‌های آبیاری می‌توانند سودمندی‌های بسیاری داشته باشند، اما عوارض منفی آن اغلب نادیده گرفته می‌شوند. فن آوری‌های آبیاری کشاورزی مانند پمپ‌های آب پرقدرت، سدها و خطوط لوله عامل کاهش گسترده منابع آب شیرین مانند سفره‌های زیرزمینی، دریاچه‌ها و رودخانه‌ها هستند. در نتیجه‌این انحراف گسترده از آب شیرین، دریاچه‌ها، رودخانه‌ها و نهرها خشک می‌شوند، اکوسیستم‌های اطراف را به شدت تغییر داده یا تحت فشار قرار می‌دهند و به انقراض بسیاری از گونه‌های آبزی کمک می‌کنند.

### نابودی زمین‌های کشاورزی
اطلاعات بیشتر: از دست دادن سرزمین، دگرگونی سرزمین، گسترش کشاورزی و بیابان‌زایی
لال و استوارت میزان جهانی از دست رفتن زمین‌های کشاورزی توسط نابودی و رهاسازیشان را ۱۲ میلیون هکتار در سال تخمین زدند. در مقابل، بنابر گفته شرر، GLASOD (ارزیابی جهانی تخریب خاک ناشی از انسان، تحت برنامه محیط زیست سازمان ملل) تخمین می‌زند که از اواسط دهه ۱۹۴۰ سالانه ۶ میلیون هکتار از اراضی کشاورزی به دلیل تخریب خاک از میان رفته باشد، و وی خاطرنشان کرد که‌این بزرگی مشابه تخمین‌های پیشین دودال و روزانوف و همکاران است. چنین تلفاتی نه تنها به دلیل فرسایش خاک، بلکه به شوره زنی، از دست دادن عناصر غذایی و مواد آلی، اسیدی شدن، تراکم، قطع شدن آب و نشست زمین مربوط می‌شود. تخریب زمین ناشی از انسان به ویژه در مناطق خشک بسیار جدی است. با تمرکز بر ویژگی‌های خاک، اولدمن تخمین زد که حدود ۱۹ میلیون کیلومتر مربع از زمین جهانی تخریب شده‌است. درگن و چو، که تخریب پوشش گیاهی و همچنین خاک را شامل می‌شود، تخمین زدند که حدود ۳۶ میلیون کیلومتر مربع در مناطق خشک جهان تخریب شده‌است. با وجود برآورد تلفات زمین‌های کشاورزی، مقدار زمین‌های قابل استفاده در تولید محصولات زراعی در جهان از سال ۱۹۶۱ تا ۲۰۱۲ حدود ۹٪ افزایش یافته‌است و تخمین زده می‌شود که در سال ۲۰۱۲، ۱٫۳۹۶ بیلیون هکتار باشد.
تصور می‌شود که نرخ فرسایش متوسط خاک در سطح جهانی بسیار است و نرخ فرسایش در زمین‌های کشاورزی معمولی معمولاً بیش از برآورد میزان تولید خاک است که معمولاً بیش از یک مرتبه بزرگی است. در ایالات متحده، نمونه‌گیری برای تخمین فرسایش توسط NRCS (سرویس حفاظت از منابع طبیعی) ایالات متحده بر اساس آماری است و برای تخمین از معادله-جهانی-خسارت-خاک (Universal Soil Loss Equation) و معادله-رسایش-بادی (Wind Erosion Equation) استفاده می‌شود. برای سال ۲۰۱۰، میانگین از دست دادن سالانه خاک توسط ورق، ریزش و فرسایش بادی در زمین‌های غیر فدرال ایالات متحده ۱۰٫۷ تن در هکتار در زمین‌های زراعی و ۱٫۹ تن در هکتار در زمین‌های مرتع تخمین زده شد. از سال ۱۹۸۲ متوسط نرخ فرسایش خاک در مناطق زراعی ایالات متحده حدود ۳۴٪ کاهش یافته‌است. روش‌های بدون شخم زدن و کم‌شیب‌سازی به‌طور فزاینده‌ای در محصولات زراعی آمریکای شمالی که برای تولید غلات مانند گندم و جو استفاده می‌شود، رایج شده‌است. در زمین‌های زراعی بدون کشت، میانگین به‌تازگی از دست رفته کل خاک ۲٫۲ تن در هکتار در سال بوده‌است. در مقایسه با کشاورزی با به‌کارگیری کشت متعارف، پیشنهاد شده‌است که، زیرا کشاورزی بدون شخم مزرعه، سرعت فرسایش را بسیار نزدیکتر به سرعت تولید خاک می‌کند، می‌تواند زمینه‌ای برای کشاورزی پایدار فراهم کند.
نابودی سرزمین فرایندی است که در آن ارزش محیط بیوفیزیکی تحت تأثیر ترکیبی از فرایندهای ناشی از انسان است که بر زمین تأثیر می‌گذارند. این امر به‌عنوان هرگونه تغییر یا آشفتگی در سرزمین تلقی می‌شود که مخرب یا نامطلوب است. خطرات طبیعی به عنوان یک علت، منتفی هستند؛ اما فعالیت‌های انسانی می‌تواند به‌طور غیرمستقیم بر پدیده‌هایی مانند سیل و آتش‌سوزی بوته‌ها تأثیر بگذارد. به دلیل پیامدهای تخریب زمین بر بهره‌وری کشاورزی، محیط زیست و تأثیرات آن بر امنیت غذایی، این موضوع مهمی در قرن ۲۱ محسوب می‌شود. تخمین زده می‌شود که تا ۴۰٪ از زمین‌های کشاورزی جهان تخریب جدی شده‌است.

### تولید گوشت
زیست توده پستانداران روی زمین
مقاله اصلی: پیامد زیست‌محیطی تولید گوشت
پیامدهای زیست‌محیطی در رابطه با تولید گوشت شامل استفاده از انرژی فسیلی، منابع آب و زمین، انتشار گازهای گلخانه‌ای و در برخی موارد، جنگل‌زدایی جنگل‌های بارانی، آلودگی آب و به خطر افتادن گونه‌ها، از جمله دیگر اثرات سو آن است. استاینفلد و همکاران از فائو تخمین زدند که ۱۸٪ از انتشار گازهای گلخانه‌ای ساخت انسان (با تخمین بر حسب ۱۰۰-سال دی‌اکسید کربن)، به‌گونه‌ای با تولیدات دامی ارتباط دارد. داده‌های فائو نشان می‌دهد که گوشت ۲۶٪ از تناژ جهانی محصولات دامی در سال ۲۰۱۱ را تشکیل می‌دهد.
در سطح جهان، تخمیر روده (بیشتر در دام نشخوراکنندگان) حدود ۲۷٪ از انتشار متان انتروپوژنیک (انسان-ساخت) را تشکیل می‌دهد، با وجود قابلیت گرمایشِ جهانیِ ۱۰۰-ساله متان، به‌تازگی در ۲۸ بدون، و ۳۴ با بازخوردهای چرخه کربن تخمین زده شده‌است، انتشار متان در حال حاضر اثر کمتری بر گرم شدن کره زمین دارد. اگرچه کاهش انتشار متان تأثیر سریع در جلوگیری از گرم شدن هوا دارد، اما میزان اثر مورد انتظار اندک خواهد بود. سایر انتشارات گازهای گلخانه‌اییِ ساخت-انسان، مرتبط با تولید دام شامل دی‌اکسید کربن ناشی از مصرف سوخت فسیلی (بیشتر برای تولید، برداشت و حمل و نقل خوراک) و انتشار اکسید نیتروژن مرتبط با استفاده از کودهای ازته، رشد گیاهان حبوبات تثبیت کننده ازت و مدیریت کود است.
مصرف قابل توجهی از آب با تولید گوشت در ارتباط است، بیشتر به دلیل آب مورد استفاده در تولید پوشش گیاهی که خوراک را تأمین می‌کند. چندین برآورد منتشر شده از به‌کارگیری آب در ارتباط با دام و تولید گوشت وجود دارد، اما مقدار مصرف آب اختصاص داده شده به چنین تولیدی به ندرت تخمین زده می‌شود. به‌عنوان مثال، به‌کارگیری "آب سبز"، تبخیر-تعرق از آب خاک است که مستقیماً با بارش فراهم شده‌است، و "آب سبز" تخمین زده شده‌است که ۹۴٪ از تولید جهانی دام گوشت گاو " ردپای آب " مراتع را تشکیل دهد، به اندازه ۹۹٫۵٪ از آب مصرفی مرتبط با تولید گوشت گاو «آب سبز» می‌باشد.
نقصان در کیفیت آب توسط مدفوع دامی و دیگر مواد موجود در رواناب و نفوذ در آب نگران کننده است، به‌ویژه در مواردی که تولید دام فشرده انجام می‌شود. در ایالات متحده، در مقایسه ۳۲ صنعت، مشخص شد که صنعت دامداری نسبتاً مطابق با مقررات زیست‌محیطی مطابق با قانون آب پاک و قانون هوای پاک، مطابقت دارد اما مشکلات آلودگی ناشی از عملیات بزرگ دامی گاهی اوقات می‌تواند در موارد تخلف جدی باشد. اقدامات مختلفی توسط آژانس حفاظت از محیط زیست ایالات متحده پیشنهاد شده‌است، که می‌تواند به کاهش آسیب دام به کیفیت آب روان و محیط‌های ساحلی کمک کند.
تغییر در شیوه‌های تولید دام، پیامدهای زیست‌محیطی تولید گوشت را، تحت تأثیر قرار می‌دهد، همان‌طور که توسط برخی از داده‌های گوشت گاو نشان داده شده‌است. در سیستم تولید گوشت گاو ایالات متحده، برآورد می‌شود که در سال ۲۰۰۷، ۸٫۶٪ کمتر از مصرف سوخت فسیلی، ۱۶٪ انتشار گازهای گلخانه‌ای کمتر (معادل ۱۰۰- سال دی‌اکسید کربن برآوردشده)، ۱۲٪ مصرف کمتر آب خارج شده و ۳۳٪ کمتر کاربری زمین، در واحد جرم گوشت گاو تولیدشده، نسبت به سال ۱۹۷۷ می‌بود. از سال ۱۹۸۰ تا ۲۰۱۲ در ایالات متحده، در حالی که جمعیت ۳۸٪ افزایش یافته‌است، موجودی نشخوراکنندگان کوچک ۴۲٪، موجودی گاو و گوساله ۱۷٪ و انتشار متان از دام ۱۸٪ کاهش یافت [۵۷]، در حالی که علیرغم کاهش تعداد گاو، تولید گوشت گاو در ایالات متحده در آن دوره افزایش یافت.
برخی از تأثیرات دام‌های تولیدکننده گوشت ممکن است از نظر محیط زیست سودمند باشد. کاهش ضایعات با تبدیل بقایای محصولات غیرقابل خوردن انسان به غذا، به‌کارگیری دام به‌عنوان جایگزین سموم دفع آفات برای کنترل علف‌های هرز مهاجم و زیان‌بار و دیگر مدیریت گیاهان، به‌کارگیری مدفوع جانوری به عنوان جایگزین آن دسته از کودهای مصنوعی که برای تولیدشان به سوخت فوسیلی قابل توجهی نیاز مندند، استفاده از چرا برای افزایش زیستگاه حیات وحش، و ترسیب کربن در پاسخ به شیوه‌های چِرا، از موارد این سودمندی هستند. برعکس، طبق برخی از مطالعات منتشر شده در مجلات معتبر، تقاضای فزاینده برای گوشت به از دست دادن قابل توجه تنوع زیستی منجر می‌شود زیرا عامل مهمی در جنگل‌زدایی و تخریب زیستگاه است. علاوه بر این، گزارش ارزیابی جهانی ۲۰۱۹ در مورد تنوع زیستی و خدمات اکوسیستم توسط IPBES همچنین هشدار می‌دهد که افزایش روزافزون به‌کارگیری زمین برای تولید گوشت نقش مهمی در از دست دادن تنوع زیستی دارد. گزارش سازمان غذا و کشاورزی در سال ۲۰۰۶، Long Shadow's Livestock، نشان داد که حدود ۲۶٪ سطح زمینی سیاره به چرای دام اختصاص دارد.

### روغن نخل
مقاله اصلی: پیامدهای اجتماعی و زیست‌محیطی روغن پالم
روغن پالم گونه‌ای روغن گیاهی است که در درختان نخل روغنی یافت می‌شود که بومی آفریقای غربی و مرکزی هستند. روغن پالم که نخست در غذاهای کشورهای در حال توسعه استفاده می‌شد، اکنون در دیگر کشورها نیز در مواد غذایی، مواد آرایشی و دیگر محصولات استفاده می‌شود. بیش از یک سوم روغن نباتی که در سطح جهانی مصرف می‌شود روغن پالم است.

#### نابودی زیستگاه
مصرف روغن نخل در محصولات غذایی، خانگی و آرایشی در سراسر جهان به معنای تقاضای بسیار برای آن است. به این منظور، مزارع نخل روغنی ایجاد می‌شود که به معنی حذف جنگل‌های طبیعی برای فضایش است. این جنگل زدایی در آسیا، آمریکای لاتین و آفریقای غربی رخ داده‌است و مالزی و اندونزی ۹۰٪ درختان نخل جهانی را در اختیار دارند. این جنگل‌ها دامنه گسترده‌ای از گونه‌ها را در خود جای داده‌اند، از جمله بسیاری از جانوران در خطر انقراض، از پرندگان گرفته تا کرگدن‌ها و ببرها. از سال ۲۰۰۰، ۴۷٪ از جنگل‌زدایی به منظور پرورش مزارع نخل روغنی بوده‌است، در هر سال ۸۷۷٬۰۰۰ جریب (۳۵۴٬۹۰۹ هکتار) زمین تحت تأثیر قرار می‌گیرد.

#### پیامدها بر تنوع زیستی
جنگل‌های طبیعی دارای تنوع بیولوژیکی بسیاری هستند، با طیف وسیعی از ارگانیسم‌ها که از آن به عنوان زیستگاه خود استفاده می‌کنند. اما مزارع نخل روغن خلاف این است. مطالعات نشان داده‌است که مزارع نخل روغنی کمتر از ۱٪ تنوع گیاهی را که در جنگل‌های طبیعی دیده می‌شود و ۹۰۴۷٪٪ تنوع پستانداران کمتری دارند. این به دلیل خود نخل روغن نیست، بلکه به‌این دلیل است که نخل روغن تنها گونه گیاهی موجود در این‌گونه مزارع است. از این رو این مزارع به‌عنوان یک تک -کشت شناخته می‌شوند، در حالی که جنگل‌های طبیعی حاوی دامنه گسترده‌ای از گیاهان و جانوران هستند، که آن را بسیار متنوع می‌کند. یکی از راه‌های ازدیاد پایداری روغن نخل (اگرچه هنوز بهترین گزینه نیست) از طریق دارکشت‌ورزی که در آن مزارع از گونه‌های مختلفی از گیاهان که در تجارت استفاده می‌شوند تشکیل می‌دهد - مانند قهوه یا کاکائو. در حالی که اینها از مزارع تک-کشت بیشتر تنوع زیستی دارند، اما هنوز به اندازه جنگل‌های طبیعی کارآمد نیستند. علاوه بر این، جنگل زراعی، به همان اندازه مزایای اقتصادی برای کارگران، خانواده‌های آن‌ها و مناطق اطراف آن همراه ندارد.

#### میزگرد دربارهٔ روغن پالم پایدار (RSPO)
RSPO یک سازمان غیرانتفاعی است که معیارهایی را تدوین کرده‌است که اعضای آن (از سال ۲۰۱۸ بیش از ۴۰۰۰ مورد از آنها وجود دارد) برای تولید، تهیه و استفاده از روغن پالم پایدار (گواهی پایدار روغن نخل؛ CSPO) باید از آنها پیروی کنند. در حال حاضر، ۱۹٪ روغن پالم جهانی توسط RSPO به عنوان پایدار تأیید شده‌است.
معیارهای CSPO بیان می‌دارد که مزارع نخل روغنی را نمی‌توان در محل جنگل‌ها یا مناطق دیگر با گونه‌های در معرض خطر، اکوسیستم‌های شکننده یا مناطقی که نیازهای جوامع محلی را تسهیل می‌کند، پرورش داد. همچنین خواستار کاهش سموم دفع آفات و آتش‌سوزی، همراه با چندین قانون برای اطمینان از رفاه اجتماعی کارگران و جوامع محلی است.

## پیامدهای اکوسیستم
همچنین نگاه کنید به: پیامد انسان بر زندگی دریایی

#### تخریب محیط زیست
مقاله اصلی: تخریب محیط زیست
فعالیت‌های انسانی باعث تخریب محیط زیست می‌شود، که عبارت است از زوال محیط زیست از طریق تهی‌سازی منابعی مانند هوا، آب و خاک؛ تخریب اکوسیستم‌ها، نابودی زیستگاه، انقراض حیات وحش و آلودگی. تخریب محیط زیست به‌عنوان هرگونه تغییر یا آشفتگی در محیط تعریف می‌شود، که مخرب یا نامطلوب باشد. همان‌طور که توسط معادله I = PAT نشان داده شده‌است، پیامدهای زیست‌محیطی (I) یا فرسایش ناشی، از ترکیب جمعیت بسیار و فزاینده انسانی (P)، افزایش مداوم رشد اقتصادی یا ثروت سرانه (A) و به‌کارگیری فناوری‌هایی که در کاهش-منابع و آلودِگی‌زایی(T) را به همراه دارند.
طبق تحقیقی که در سال ۲۰۲۱ در Frontiers in Forests and Global Change منتشر شد، تقریباً ۳٪ از سطح زمینی کره زمین از نظر زیست بومی و از لحاظ جانوری دست نخورده‌است، به معنای مناطقی با جمعیت سالم از گونه‌های جانوری بومی با ردپای انسانی کم یا بدون ردپای انسانی. بسیاری از این اکوسیستم‌های دست نخورده در مناطقی بودند که مردم بومی در آن سکنا داشتند.

#### گسستگی زیستگاه
مقاله اصلی: گسستگی شدن زیستگاه
بنابر یک مطالعه در سال ۲۰۱۸ در طبیعت، ۸۷٪ اقیانوس‌ها و ۷۷٪ زمین (به استثنای قطب جنوب) توسط فعالیت‌های انسان-ساخت تغییر یافته‌است و ۲۳٪ از اراضی سیاره به‌عنوان طبیعت وحش باقی مانده‌است.
گسستگی زیستگاه، کاهش بخشهای بزرگ زیستگاه است که منجر به از بین رفتن زیستگاه می‌شود. گسستگی زیستگاه و از بین رفتن زیستگاه دلیل اصلی از بین رفتن تنوع زیستی و تخریب اکوسیستم در سراسر جهان است. اقدامات انسان‌ها تا حد زیادی مسئول گسستگی زیستگاه و از بین رفتن آنها است زیرا این اقدامات اتصال و کیفیت زیستگاه‌ها را تغییر می‌دهد. درک عواقب گسستگی زیستگاه برای حفظ تنوع زیستی و تقویت عملکرد اکوسیستم مهم است.
گیاهان و جانوران در کشاورزی برای تولیدمثل به گرده‌افشانی وابسته‌اند. سبزیجات و میوه‌ها یک رژیم غذایی مهم برای انسان هستند و به گرده افشانی بستگی دارند. هر زمان تخریب زیستگاه وجود داشته باشد، گرده افشانی و عملکرد محصول نیز کاهش می‌یابد. بسیاری از گیاهان نیز به جانوران و به‌ویژه آنهایی که برای پراکندگی بذر، میوه می‌خورند، تکیه می‌کنند؛ بنابراین، نابودی زیستگاه جانوران به شدت بر تمام گونه‌های گیاهی وابسته به آنها تأثیر می‌گذارد.

### انقراض انبوه
مقالات اصلی: انقراض هولوسن، Defaunation (از بین رفتن یا انقراض جانوران) و از دست دادن تنوع زیستی
اطلاعات بیشتر: فروپاشی اکولوژیکی و انقراض اکولوژیکی
تنوع زیستی به‌طور کلی به تنوع و تنوع زندگی روی زمین اشاره دارد و با تعداد گونه‌های مختلف موجود در کره زمین نشان داده می‌شود. از زمان معرفی، هوموساپینس (گونه انسانی) به‌طور مستقیم (مانند از طریق شکار) یا غیرمستقیم (مانند از بین بردن زیستگاه‌ها) کل گونه‌ها را از بین می‌برد و باعث انقراض گونه‌ها با سرعتی نگران کننده می‌شود. انسانها عامل انقراض انبوه کنونی فعلی هستند که انقراض هولوسن نامیده می‌شود و باعث از میان رفتن ۱۰۰ تا ۱۰۰۰ برابر میزان پس زمینه طبیعی می‌شود. اگرچه اکثر کارشناسان اتفاق نظر دارند که بشر سرعت انقراض گونه‌ها را تسریع کرده‌است، اما برخی از محققان فرض بر این دارند که بدون انسان، تنوع زیستی زمین بیش از آنکه کاهش یابد، تابع نمایی رشد خواهد کرد. انقراض هولوسن همچنان ادامه دارد و مصرف گوشت، صید بی‌رویه، اسیدی شدن اقیانوس‌ها و بحران دوزیستان چند نمونه گسترده از کاهش تنوع زیستی تقریباً جهانی است. ازدیاد جمعیت (و ادامه رشد جمعیت) همراه با مصرف بی‌رویه عامل اصلی این کاهش سریع محسوب می‌شود. از جمله هشدارهای جهانی دانشمندان در سال ۲۰۱۷ به بشریت اظهار داشت که، این ششمین واقعه انقراض که توسط بشریت به راه افتاده‌است می‌تواند بسیاری از اشکال زندگی فعلی را نابود کند، و آن‌ها را تا پایان این قرن منقرض کند.

یک مطالعه ژوئن ۲۰۲۰ که در PNAS منتشر شده استدلال می‌کند که بحران انقراض معاصر "ممکن است جدی‌ترین تهدید زیست‌محیطی برای تداوم تمدن باشد، زیرا غیرقابل برگشت است" و "تسریع آن" قطعی است به دلیل رشد سریع تعداد انسانها و نرخ مصرفشان ". 

توجه سیاسیِ سطحِ بالا به محیط زیست بیشتر بر روی تغییرات اقلیمی متمرکز شده‌است زیرا سیاست انرژی در رشد اقتصادی نقش اساسی دارد. اما تنوع زیستی برای آینده زمین به همان اندازه تغییرات اقلیمی مهم است.
رابرت واتسون، ۲۰۱۹

### کاهش تنوع زیستی
همچنین نگاه کنید به: کاهش جمعیت دوزیستان

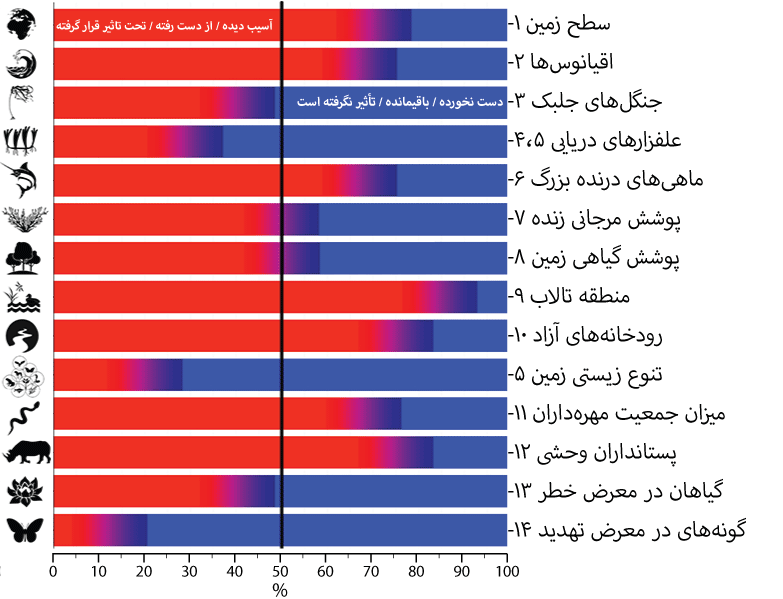
خلاصه‌ای از عمده مقوله‌های مربوط به تغییر زیست‌محیطی مربوط به تنوع زیستی بیان شده به‌عنوانی از تغییر انسان‌محور (به رنگ قرمز) نسبت به خط پایه (آبی)

Defaunation از دست دادن جانوران از جوامع زیست‌محیطی است.
تخمین زده شده‌است که از سال ۱۹۷۰ تا ۲۰۱۶، ۶۸٪ از حیات وحش جهان به دلیل فعالیت‌های انسانی از میان رفته‌است. اعتقاد بر این است که این مقدار در آمریکای جنوبی ۷۰٪ است. مطالعه مه ۲۰۱۸ که در PNAS منتشر شد نشان داد که از زمان ظهور تمدن بشر ۸۳٪ پستانداران وحشی، ۸۰٪ پستانداران دریایی، ۵۰٪ گیاهان و ۱۵٪ ماهی‌ها از میان رفته‌اند. اکنون، دام‌ها ۶۰٪ از زیست توده همه پستانداران روی زمین را تشکیل می‌دهند، و پس از آن‌ها انسان (۳۶٪) و پستانداران وحشی (۴٪) قرار دارند. طبق ارزیابی جهانی تنوع زیستی ۲۰۱۹ توسط IPBES، تمدن بشری یک میلیون گونه گیاهی و جانوری را تا مرز نابودی پیش برده‌است، پیش‌بینی می‌شود بسیاری از این گونه‌ها طی چند دهه آینده از بین بروند.
هر زمان که تنوع زیستی گیاه کاهش یابد، گیاهان باقیمانده آغاز به کاهش بهره‌وری می‌کنند. در نتیجه، از دست دادن تنوع زیستی همچنان تهدیدی برای بهره‌وری از اکوسیستم در سراسر جهان است و این بیش از حد بر عملکرد اکوسیستم طبیعی تأثیر می‌گذارد.
گزارش سال ۲۰۱۹ که در مجموع ۲۸۰۰۰ گونه گیاهی را ارزیابی کرد، نتیجه گرفت که نزدیک به نیمی از آن‌ها با خطر انقراض روبرو هستند. عدم توجه و قدردانی از گیاهان «کوری گیاهی» تلقی می‌شود و این یک روند نگران کننده است زیرا گیاهان بیشتری را نسبت به جانوران در معرض خطر انقراض قرار می‌دهد. کشاورزی بیشتر ما هزینه بیشتری برای تنوع زیستی گیاهان دارد زیرا نیمی از زمین‌های قابل سکونت در زمین برای کشاورزی استفاده می‌شود و این یکی از مهم‌ترین دلایل بحران انقراض گیاهان است.

### گونه‌های مهاجم
مقاله اصلی: گونه‌های مهاجم
گونه‌های مهاجم توسط وزارت کشاورزی ایالات متحده به‌عنوان گونه‌های غیر-بومی به آن اکوسیستم خاص تعریف شده و وجود آن‌ها به سلامت انسان یا جانوران موجود در سامانه گفته شده آسیب می‌رساند. 
معرفی گونه‌ها، به ویژه گیاهان در مناطق جدید، به هر نحوی و به هر دلیلی، تغییرات عمده و دائمی در محیط را در مناطق وسیع ایجاد کرده‌است. به‌عنوان مثال می‌توان به معرفی Caulerpa taxifolia به مدیترانه، معرفی گونه‌های جو دوسر به مراتع کالیفرنیا و معرفی گیاهان شل، کودزو و بنفش به آمریکای شمالی اشاره کرد. موش، گربه و بز در بسیاری از جزایر به‌طور بنیادی تنوع زیستی را تغییر داده‌اند. علاوه بر این، مقدمه‌ها منجر به تغییرات ژنتیکی در جانوران بومی که در آن نژاد آمیزی اتفاق افتاده‌است، مانند گاومیش با گاو خانگی، و گرگ با سگ خانگی.

### معرفی گونه‌های مهاجم بشر

#### گربه‌ها
گربه‌های اهلی و وحشی در سطح جهان به ویژه به دلیل تخریب پرندگان بومی و سایر گونه‌های جانوری مشهور هستند. این امر به ویژه برای استرالیا که بیش از دو سوم انقراض پستانداران را به گربه‌های خانگی و وحشی و بیش از ۱٫۵ میلیارد مرگ و میر ناشی از جانوران بومی را هر ساله نسبت می‌دهد، صادق است. از آنجا که گربه‌های اهلی در خارج از خانه توسط صاحبانشان تغذیه می‌شوند، حتی در صورت کاهش جمعیت طعمه‌ها و در غیر این صورت می‌توانند به شکار ادامه دهند. این یک مشکل اساسی برای مکان‌هایی است که شمار بسیار متنوع و متراکمی از مارمولکها، پرندها، مارها و موشهایی که در آن منطقه ساکنند. گربه‌های پرسه زن فضای باز، نیز می‌تواند به انتقال بیماری‌های زیان‌بار مانند هاری و توکسوپلاسموز در جمعیت حیات وحش بومی باشد.

#### پایتون برمه‌ای
نمونه دیگری از گونه‌های مهاجم معرفی شده مخرب، Python برمه است. منشأ پایتون برمه از مناطقی از جنوب شرقی آسیا بیشترین تأثیر را در جنوب فلوریدا اورگلیدز ایالات متحده داشته‌است. پس از نقضی در تسهیلات تولید مثل در سال ۱۹۹۲، به دلیل جاری شدن سیل، و رهاسازی مارهای ناخواسته صاحبان مار به طبیعت، جمعیت پایتون برمه‌ای در سال‌های بعدی در آب‌وهوای گرم فلوریدا رونق یافت. این تأثیر به‌طور چشمگیری در جنوبی‌ترین مناطق اورگلیدز احساس شده‌است. یک مطالعه در سال ۲۰۱۲ شمار جمعیت گونه‌های بومی‌را از سال ۱۹۹۷ در فلوریدا مقایسه کرد و نشان داد که جمعیت راکون ۹۹٫۳٪، opossums 98.9 lined کاهش یافته و جمعیت خرگوش / روباه عملاً ناپدید شده‌است.

### کاهش صخره‌های مرجانی

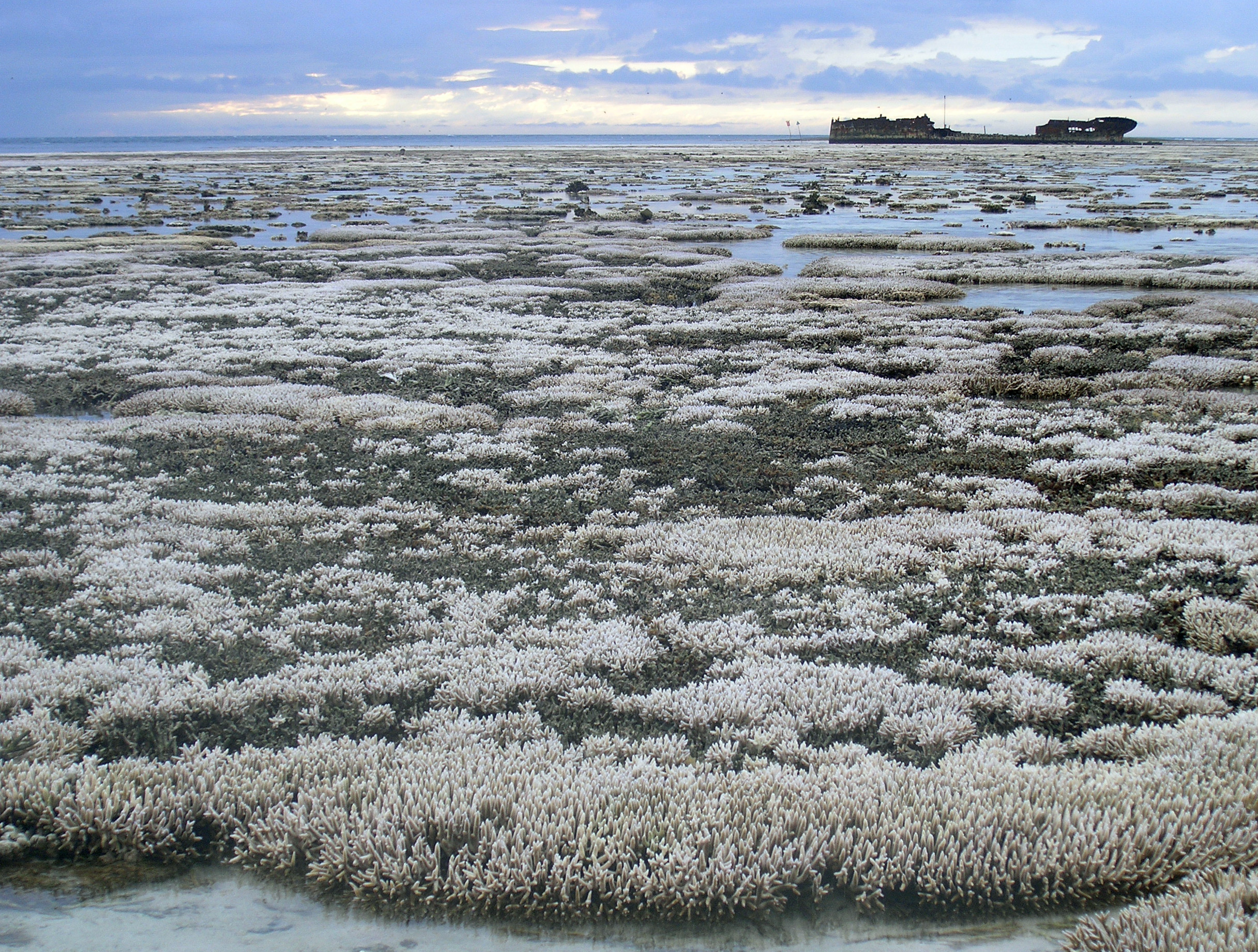
یک رویداد سفید کننده مرجان در این قسمت از Great Barrier Reef در استرالیا رخ داد

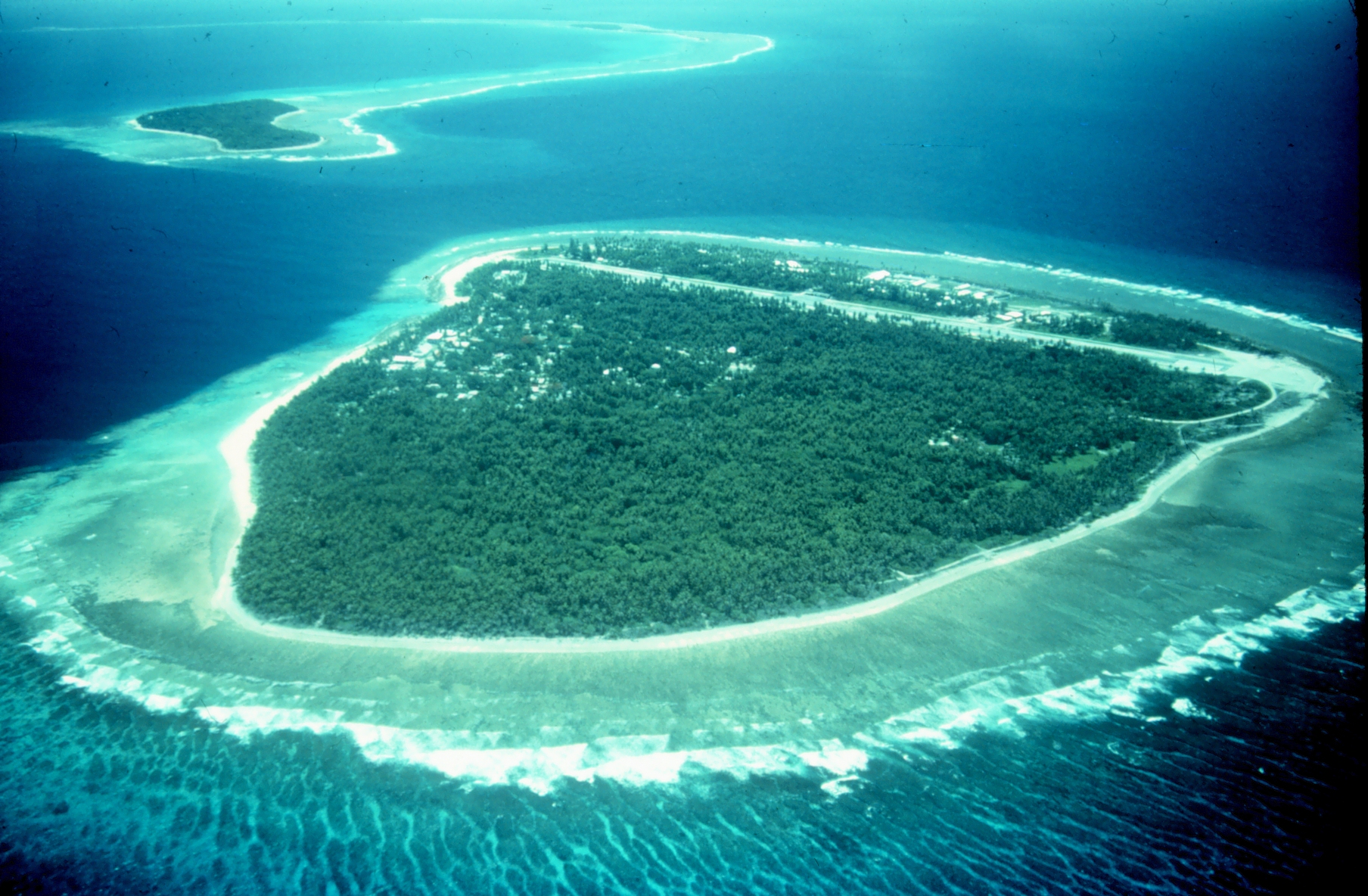
جزیره آبسنگ حاشیه‌ایی، در مجاورت، یاپ، میکرونزی. صخره‌های مرجانی در سرتاسر جهان در حال مرگ هستند.

این بخش گزیده‌ای از مسائل زیست‌محیطی با صخره‌های مرجانی است
پیامد انسان بر صخره‌های مرجانی قابل توجه است. صخره‌های مرجانی در سراسر جهان در حال مرگ هستند. فعالیت‌های آسیب‌رسان شامل استخراج مرجان‌ها، آلودگی (آلی و غیرارگانیک)، صید بی‌رویه ماهی، ماهیگیری- انفجاری، حفر آبراهه‌ها و دسترسی به جزایر و خلیج‌ها است. خطرات دیگر شامل بیماری، روشهای ماهیگیری مخرب و گرم شدن اقیانوس‌ها است. عواملی که بر صخره‌های مرجانی تأثیر می‌گذارند شامل نقش اقیانوس به عنوان مخزن دی اکسیدکربن، تغییرات جوی، تابش ماورا بنفش، اسیدی شدن اقیانوس‌ها، ویروس‌ها، اثرات طوفان‌های شن که عوامل را به صخره‌های دور، آلاینده‌ها، شکوفایی جلبکی و غیره منتقل می‌کنند. صخره‌ها فراتر از مناطق ساحلی تهدید شده‌اند. تغییرات اقلیمی مانند گرم شدن دما، باعث سفید شدن مرجان می‌شود، که در مورد شدید مرجان را می‌کشد.
در سال ۲۰۰۸، یک مطالعه جهانی تخمین زد که ۱۹٪ از منطقه موجود صخره‌های مرجانی در حال حاضر از بین رفته‌است و ۱۷٪ دیگر احتمالاً طی ۱۰–۲۰ سال بعدی از میان می‌رود. در حال حاضر فقط ۴۶٪ از صخره‌های جهان را می‌توان از نظر سلامتی خوب قرار بگیرند،  و حدود ۶۰٪ از صخره‌های دنیا ممکن است به دلیل فعالیت‌های مخرب و مرتبط با انسان در خطر باشند. تهدید سلامت صخره‌ها به ویژه در جنوب شرقی آسیا، جایی که ۸۰٪ صخره‌ها در معرض خطر هستند، بسیار شدید است. انتظار می‌رود تا دهه ۲۰۳۰، ۹۰٪ از صخره‌ها در اثر فعالیت‌های انسانی و تغییرات اقلیمی در معرض خطر باشند. تا سال ۲۰۵۰ پیش‌بینی می‌شود که همه صخره‌های مرجانی در معرض خطر باشند.

### آلودگی ناشی از فاضلاب
همچنین نگاه کنید به: تخریب آب
فاضلاب خانگی، صنعتی و کشاورزی راه خود را از تصفیه خانه‌های فاضلاب برای تصفیه پیش از رهاسازی در اکوسیستم‌های آبی پیدا می‌کند. فاضلاب در این تصفیه خانه‌ها شامل کوکتلی از آلاینده‌های شیمیایی و بیولوژیکی مختلف است که ممکن است بر اکوسیستم‌های اطراف تأثیر بگذارد. به‌عنوان مثال، آب غنی از مواد مغذی از جمعیت زیادی از Chironomidae مقاوم در برابر آلاینده‌ها پشتیبانی می‌کند، که به نوبه خود خفاش‌های حشره خوار را جذب می‌کند. این حشرات سموم موجود در اسکلت-بیرونی خود را جمع کرده و به پرندگان و خفاش‌های حشره‌خوار منتقل می‌کنند. در نتیجه، ممکن است فلزات در بافتها و اندام‌های این جانوران جمع شوند، و در نتیجه آسیب به DNA، و آسیب هیستوپاتولوژیک ایجاد شود. بعلاوه، این تغییر رژیم غذایی طعمه‌های غنی از چربی، ممکن است باعث تغییر در ذخیره انرژی و تولید هورمون شود که ممکن است تأثیرات مهمی در تورپور، تولید مثل، متابولیسم و بقا داشته باشد.
آلودگی‌های بیولوژیکی مانند باکتری‌ها، ویروس‌ها و قارچ‌ها در فاضلاب نیز می‌توانند به اکوسیستم اطراف منتقل شوند. حشرات خارج شده از این فاضلاب ممکن است عوامل بیماری‌زا را به منابع آب نزدیک منتقل کند. عوامل بیماری‌زایی از انسانها، می‌توانند از این فاضلاب به ارگانیسم‌هایی که در این تصفیه خانه‌ها مشغول جستجوی غذا هستند منتقل شوند. این ممکن است منجر به عفونت‌های باکتریایی و ویروسی یا دیس‌بیوزمیکروبیوم شود.

## پیامدها بر اقلیم

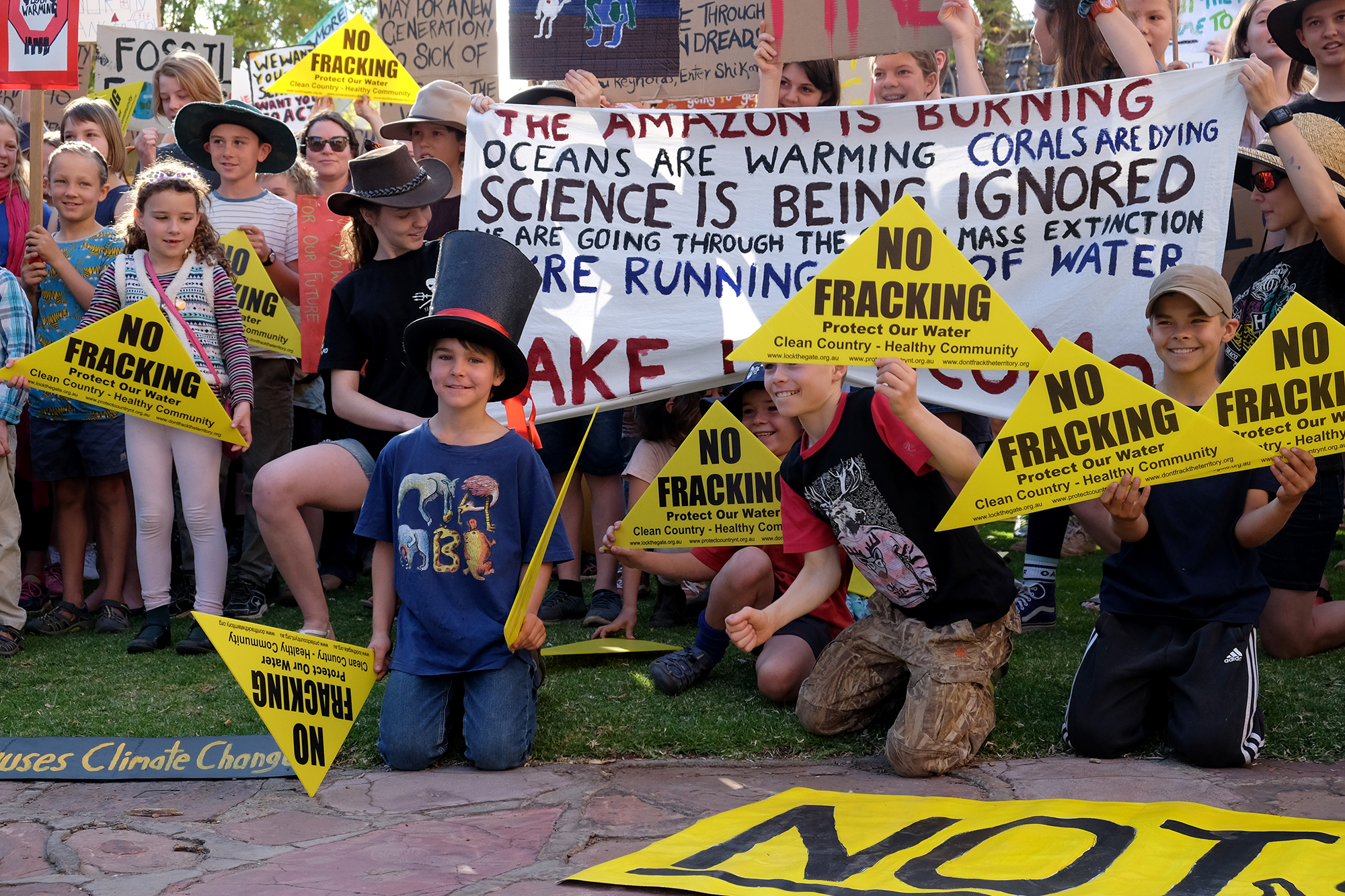
اعتصاب اقلیمی سپتامبر ۲۰۱۹ در آلیس اسپرینگز، استرالیا

### گرم شدن کره زمین
مقاله اصلی: گرم شدن کره زمین
اطلاعات بیشتر: تغییرات اقلیمی فراری، تغییرات اقلیمی و اکوسیستم‌ها و تأثیرات تغییرات اقلیمی بر روی جانوران خشکی
گرمایش جهانی نتیجه افزایش غلظت دی‌اکسید کربن در جو است که عمدتاً ناشی از احتراق منابع انرژی فسیلی مانند نفت، زغال‌سنگ و گاز طبیعی است و تا حد ناشناخته‌ای با تخریب جنگل‌ها، افزایش متان، فعالیت آتشفشانی و تولید سیمان ایجاد می‌شود. چنین تغییر گسترده‌ای در چرخه کربن جهانی تنها به دلیل در دسترس بودن و به‌کارگیری فن آوری‌های پیشرفته، از کاربردهای اکتشاف، استخراج، توزیع، تصفیه و احتراق در نیروگاه‌ها و موتورهای خودرو و شیوه‌های پیشرفته کشاورزی، ممکن است. دام از طریق تولید گازهای گلخانه‌ای و از طریق تخریب مخزن‌های کربن مانند جنگل‌های بارانی به تغییرات اقلیمی کمک می‌کند. طبق گزارش سازمان ملل / فائو در سال ۲۰۰۶، ۱۸٪ از کل انتشار گازهای گلخانه‌ای موجود در جو به دلیل دام است. پرورش دام و زمین مورد نیاز برای تغذیه آنها منجر به تخریب میلیونها هکتار از جنگل‌های بارانی شده و با افزایش تقاضای جهانی برای گوشت، تقاضای زمین نیز افزایش خواهد یافت.
نود و یک درصد از کل جنگل‌های بارانی که از سال ۱۹۷۰ جنگل زدایی شده‌است اکنون برای دام استفاده می‌شود. تأثیرات منفی بالقوه زیست‌محیطی ناشی از افزایش غلظت دی اکسیدکربن جوی، افزایش دمای هوا در جهان، تغییر چرخه‌های هیدروژئولوژیکی و در نتیجه خشکسالی‌های مکرر و شدید، طوفان‌ها و سیل‌ها، و همچنین بالا رفتن سطح دریا و اختلال در اکوسیستم است.

### رسوب اسید
مقاله اصلی: رسوب اسید
فسیل‌هایی که توسط انسان برای انرژی سوزانده می‌شوند معمولاً به صورت باران اسیدی بازمی‌گردند. باران اسیدی گونه‌ای بارش است که دارای اسیدهای سولفوریک و نیتریک بالا است که می‌تواند به صورت مه یا برف ایجاد شود. باران اسیدی اثرات زیست‌محیطی بی‌شماری روی نهرها، دریاچه‌ها، تالاب‌ها و دیگر محیط‌های آبی دارد. این ماده به جنگل‌ها آسیب می‌رساند، مواد مغذی ضروری خاک را از میان می‌برد، آلومینیوم را در خاک آزاد می‌کند، که جذب آب برای درختان را بسیار سخت می‌کند.

محققان کشف کرده‌اند که گیاهان دریایی، جلبک، علف مارماهی و سایر گیاهان می‌توانند به‌طور مؤثری دی‌اکسید کربن را جذب کرده و در نتیجه میزان اسیدیته اقیانوس‌ها را کاهش دهند؛ بنابراین دانشمندان می‌گویند که پرورش این گیاهان می‌تواند به کاهش اثرات مخرب اسیدی شدن در زندگی دریایی کمک کند.

### تخریب لایه اُزُن
این بخش گزیده‌ای از کاهش اُزُن است
کاهش اُزُن شامل دو واقعه مرتبط است که از اواخر دهه ۱۹۷۰ مشاهده شده‌است: کاهش مداوم حدود چهار درصدِ مقدار کل اُزُن در جو زمین (لایه اُزُن) و کاهش بسیار بیشتری در بهار در اُزُن استراتوسفر در اطراف مناطق قطبی زمین. دومین واقعه ذکر شده به سوراخ اُزُن عنوان می‌شود. علاوه بر این حوادث نابودی اُزُن تروپوسفریک قطبی نیز وجود دارد.
علت اصلی تهی شدن اُزُن و سوراخ اُزُن مواد شیمیایی تولید شده به ویژه مبردهای هالوکربن ساخته شده، حلال‌ها، پیشرانه‌ها و عوامل دم کننده کف (کلروفلوئوروکربن‌ها (CFCها)، HCFCها، هالون‌ها) است که به آنها مواد تخریب کننده ازن (ODS) گفته می‌شود. این ترکیبات پس از گسیل از سطح با اختلاط متلاطم به استراتوسفر منتقل می‌شوند و بسیار سریعتر از زمانی که برای ته‌نشین شدن مولکولها می‌باشد، مخلوط می‌شوند. پس از ورود به استراتوسفر، آنها از طریق تجزیه نوری اتمهایی را از گروه هالوژن آزاد می‌کنند که تجزیه ازن (O3) به اکسیژن (O2) را کاتالیز می‌کند. مشاهده شده که هر دو نوع تهی اُزُن با افزایش گسیل هالوکربن‌ها افزایش می‌یابد.
تهی رسیدن اوزون و سوراخ اُزُن نگرانی جهانی را در مورد افزایش خطرات سرطان و سایر اثرات منفی ایجاد کرده‌است. لایه ازن از عبور بیشتر طول موج‌های اشعه آسیب‌زا ماورا بنفش (UV) از جو زمین جلوگیری می‌کند. این طول موج‌ها باعث سرطان پوست، آفتاب‌سوختگی، کوری دائمی و آب مروارید می‌شود که پیش‌بینی می‌شود به دلیل نازک شدن ازن به میزان چشمگیری افزایش یابد و به گیاهان و جانوران آسیب برساند. این نگرانی‌ها منجر به تصویب پروتکل مونترال در سال ۱۹۸۷ شد که تولید CFC، هالون و سایر مواد شیمیایی تهی کننده اُزُن را ممنوع می‌کند.
این ممنوعیت در سال ۱۹۸۹ اعمال شد. سطح ازن در اواسط دهه ۱۹۹۰ تثبیت شد و در دهه ۲۰۰۰ شروع به بازیابی کرد، زیرا تغییر جریان جت در نیم کره جنوبی به سمت قطب جنوب متوقف شده و حتی ممکن است معکوس شود. پیش‌بینی می‌شود بهبودی در قرن آینده ادامه داشته باشد و پیش‌بینی می‌رود که سوراخ اوزن تا حدود سال ۲۰۷۵ به سطح قبل از ۱۹۸۰ برسد. در سال ۲۰۱۹، ناسا گزارش داد که سوراخ ازن کوچک‌ترین سوراخ از زمان کشف آن در سال ۱۹۸۲ است.
پروتکل مونترال موفق‌ترین توافقنامه بین‌المللی زیست‌محیطی تاکنون در نظر گرفته شده‌است.

### اختلال در چرخه نیتروژن
مقاله اصلی: پیامد انسان بر چرخه نیتروژن

Figure 1: The nitrogen cycle in a soil-plant system. One potential pathway: N is fixed by microbes into organic compounds, which are mineralized (i.e., ammonification) and then oxidized to inorganic forms (i.e., nitrification) that are assimilated by plants (NO_{3}^{−}). NO_{3}^{−} may also be denitrified by bacteria, producing N_{2}, NO_{x}, and N_{2}O.

نگرانی ویژه N2O است که طول عمر جوی آن به‌طور متوسط ۱۱۴–۱۲۰ سال است و ۳۰۰ برابر مؤثرتر از CO 2 به‌عنوان گاز گلخانه‌ای است. NOx تولید شده توسط فرایندهای صنعتی، اتومبیل و کودهای کشاورزی و NH3 ساطع شده از خاک (به عنوان مثال، به عنوان یک محصول جانبی اضافی نیتریفیکاسیون) و عملیات دامی به اکوسیستم‌های بادی منتقل می‌شود و بر چرخش N و تلفات مواد مغذی آن تأثیر می‌گذارد. شش اثر عمده‌ای از گسیل NO X و NH 3 شناسایی شده‌اند:
1. کاهش دید جوی به دلیل وجود آئروسل‌های آمونیوم (ذرات ریز مواد [PM])
2. افزایش غلظت ازن
3. ازن و PM بر سلامت انسان تأثیر می‌گذارد (به‌عنوان مثال بیماری‌های تنفسی، سرطان)
4. افزایش اجبار تابشی و گرم شدن کره زمین
5. کاهش بهره‌وری کشاورزی به دلیل رسوب ازن
6. اسیدی شدن اکوسیستم[۱۴۹] و اوتروفیکاسیون.

## پیامدهای فناوری
کاربردهای فناوری اغلب سبب پیامدهای غیرقابل اجتناب و غیرمنتظره زیست‌محیطی می‌شود که طبق معادله I = PAT به‌عنوان استفاده منابع یا آلودگی تولید شده در واحد تولید ناخالص داخلی (GDP) اندازه‌گیری می‌شود. پیامدهای زیست‌محیطی ناشی از استفاده فناوری اغلب به دلایل مختلف غیرقابل اجتناب تلقی می‌شود. اول، با توجه به‌اینکه هدف بسیاری از فناوری‌ها بهره‌برداری، کنترل یا «بهبود» طبیعت برای منافع انسانی است، در حالی که همزمان فرایندهای بیشماری در طبیعت بهینه شده‌اند و به‌طور مداوم با تکامل تنظیم می‌شوند، اختلال در این فرایندهای طبیعی توسط فناوری احتمالاً منجر به عواقب منفی زیست‌محیطی خواهد شد. دوم، اصل پایستگی جرم و قانون اول ترمودینامیک (یعنی پایستگی انرژی) حکم می‌کند که هر زمان منابع مادی یا انرژی به اطراف منتقل شوند یا توسط فناوری دستکاری شوند، عواقب زیست‌محیطی غیرقابل اجتناب هستند. سوم، بنابر قانون دوم ترمودینامیک، نظم را می‌توان در یک سامانه (مانند اقتصاد انسان) فقط با افزایش بی‌نظمی یا آنتروپی خارج از سامانه (یعنی محیط) افزایش داد؛ بنابراین، فناوری‌ها می‌توانند «صرفاً» نظم و ترتیب را در اقتصاد بشری ایجاد کنند (یعنی نظمی که در ساختمان‌ها، کارخانه‌ها، شبکه‌های حمل و نقل، سیستم‌های ارتباطی و غیره آشکار می‌شود) فقط با هزینه «بی نظمی» در محیط. طبق تعدادی از مطالعات، افزایش آنتروپی احتمالاً با تأثیرات منفی محیطی ارتباط دارد.

## صنعت استخراج معدن

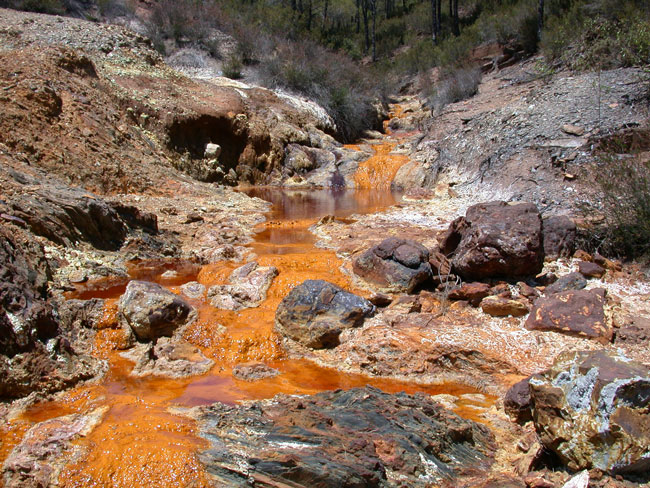
زهکشی معدن اسید در رودخانه ریو تینتو

مقاله اصلی: پیامد زیست‌محیطی استخراج معدن
پیامد زیست‌محیطی استخراج معدن شامل فرسایش، تشکیل گودال‌ها، از میان رفتن تنوع زیستی و آلودگی خاک، آب‌های زیرزمینی و آب‌های سطحی توسط مواد شیمیایی حاصل از فرایندهای استخراج است. در برخی موارد، قطع جنگل اضافی در مجاورت معادن انجام می‌شود تا فضای موجود برای ذخیره آوار و خاک ایجاد شده افزایش یابد.
گرچه گیاهان برای رشد خود به برخی از فلزات سنگین نیاز مندند، اما بیش از حد این فلزات معمولاً برای آن‌ها سمی است. گیاهانی که با فلزات سنگین آلوده هستند، معمولاً رشد، بازده و عملکرد کمتری را نشان می‌دهند. آلودگی توسط فلزات سنگین باعث کاهش ترکیب مواد آلی خاک و در نتیجه کاهش مواد مغذی خاک می‌شود که منجر به کاهش رشد گیاهان یا حتی مرگ می‌شود.
علاوه بر ایجاد آسیب‌های زیست‌محیطی، آلودگی ناشی از نشت مواد شیمیایی نیز بر سلامت مردم محلی تأثیر می‌گذارد. شرکت‌های معدنی در برخی کشورها ملزم به رعایت کدهای زیست‌محیطی و توانبخشی هستند، اطمینان حاصل کنند که منطقه استخراج شده به حالت اولیه خود برگردانده شده‌است. برخی از روش‌های استخراج ممکن است اثرات چشمگیری در محیط زیست و بهداشت عمومی داشته باشند. فلزات سنگین معمولاً اثرات سمی‌را نسبت به زیست‌محیطی خاک از خود نشان می‌دهند، و این از طریق محبت فرایندهای میکروبی است و شمار و همچنین فعالیت میکروارگانیسم‌های خاک را کاهش می‌دهد. غلظت کم فلزات سنگین نیز شانس بسیاری برای جلوگیری از متابولیسم فیزیولوژیکی گیاه دارد.

## صنعت انرژی
مقاله اصلی: پیامد زیست‌محیطی صنعت انرژی
پیامد زیست‌محیطی برداشت و مصرف انرژی متنوع است. در سال‌های گذشته گرایشی به سمت افزایش تجاری سازی منابع مختلف انرژی تجدیدپذیر وجود داشته‌است.
در دنیای واقعی، مصرف منابع سوخت فسیلی منجر به گرم شدن کره زمین و تغییرات اقلیمی می‌شود. با این حال، تغییرات کمی در بسیاری از نقاط جهان ایجاد می‌شود. اگر نظریه اوج نفت صحت داشته باشد، اکتشافات بیشتر در منابع انرژی جایگزین مناسب، می‌توانند با محیط زیست سازگارتر باشند.
با پیشرفت سریع فناوری‌ها می‌توان انتقال انرژی، مدیریت آب و پسماند و تولید غذا را به سمت استفاده بهتر از محیط زیست و استفاده انرژی با استفاده از روش‌های سامانه‌های بوم‌شناسی و بوم‌شناسی صنعتی به ارمغان آورد.

### بیودیزل
مقاله اصلی: پیامد زیست‌محیطی بیودیزل
پیامد زیست‌محیطی بیودیزل شامل استفاده انرژی، انتشار گازهای گلخانه‌ای و برخی از گونه‌های دیگر آلودگی است. در تجزیه و تحلیل طول عمر که مشترکاً توسط وزارت کشاورزی ایالات متحده و وزارت انرژی ایالات متحده مشاهده شد جایگزینی ۱۰۰٪ بیودیزل بجای گازوئیل نفتی در طول عمر اتوبوس‌ها باعث کاهش به میزان ۹۵٪ می‌شود. بیودیزل در مقایسه با گازوئیل نفتی انتشار خالص دی‌اکسید کربن را ۷۸٫۴۵٪ کاهش می‌دهد. در اتوبوس‌های شهری، بیودیزل باعث کاهش انتشار ذرات ۳۲٪، انتشار مونوکسیدکربن کربن ۳۵٪ و انتشار اکسیدهای گوگرد ۸٪ به انتشارات در یک عمر اتوبوسِ گازوئیل نفتی می‌شود. در طول عمر اتوبوس انتشار هیدروکربن‌ها ۳۵٪ بیشتر و انتشار اکسیدهای مختلف نیتروژن (NOx) با بیودیزل ۱۳٫۵٪ بیشتر بود. تجزیه و تحلیل چرخه عمر توسط آزمایشگاه ملی آرگون نشانگر کاهش مصرف انرژی فسیلی و کاهش انتشار گازهای گلخانه‌ای با بیودیزل در مقایسه با به‌کارگیری گازوئیل نفتی است. بیودیزل مشتق شده از روغن‌های مختلف گیاهی (به‌عنوان مثال روغن کلزا یا روغن سویا) در مقایسه با گازوئیل نفتی به راحتی در محیط زیست قابل تجزیه است.

### استخراج و سوزندان زغال‌سنگ

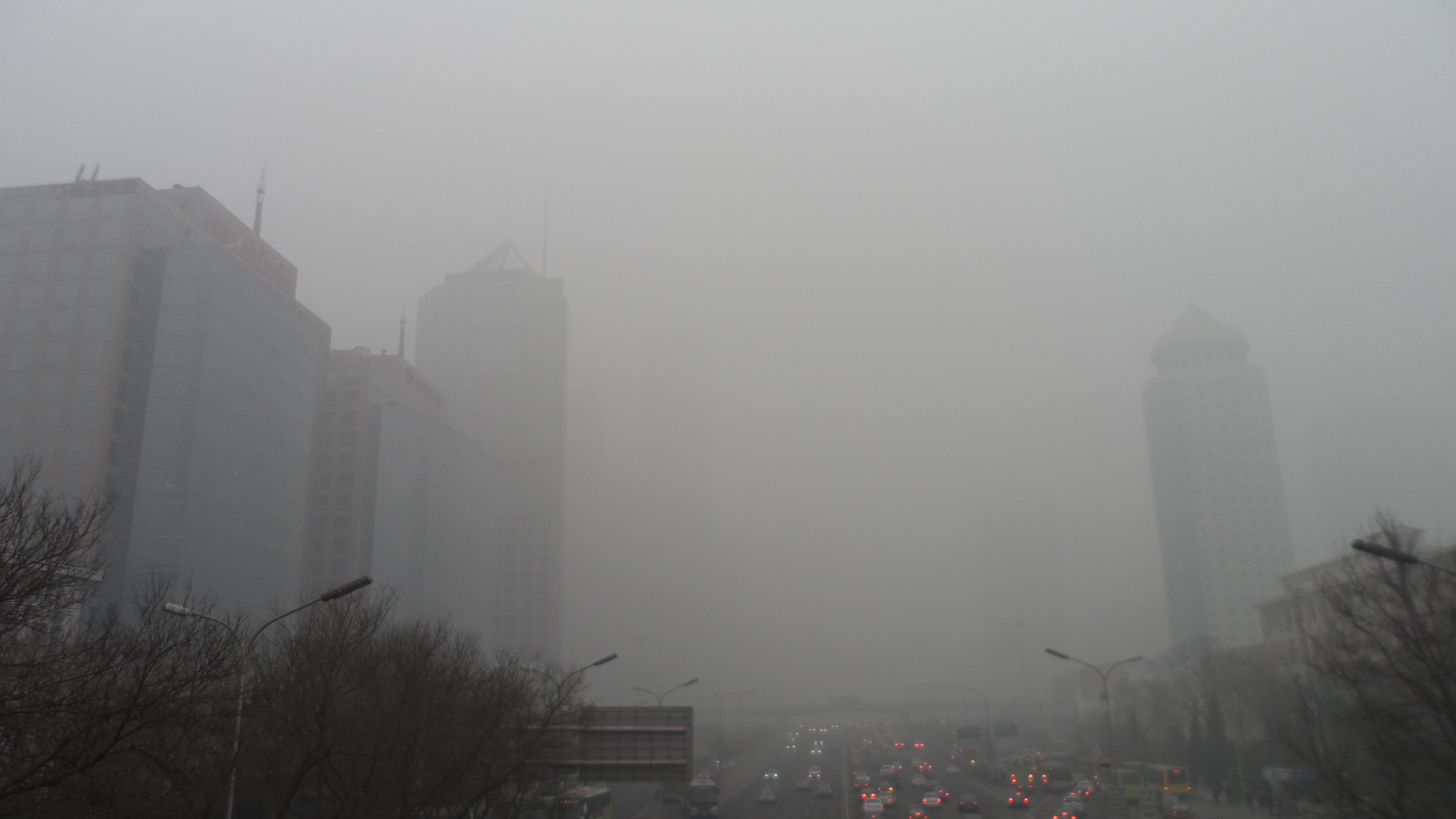
مه دود در پکن، چین

مقاله اصلی: پیامد زیست‌محیطی استخراج و سوزاندن زغال سنگ
پیامد زیست‌محیطی استخراج و سوزاندن زغال‌سنگ متنوع است. قوانینی که در سال ۱۹۹۰ توسط کنگره آمریکا به تصویب رسید، آژانس حفاظت از محیط زیست ایالات متحده (EPA) را ملزم کرد تا طرحی را برای کاهش آلودگی هوای سمی نیروگاه‌های زغال‌سنگ صادر کند. پس از تأخیر و دعوا، سازمان حفاظت محیط زیست برای صدور گزارش خود مهلت قانونی دادگاه را تا ۱۶ مارس ۲۰۱۱ تعیین کرده‌بود.

### تولید برق
این بخش گزیده‌ای از پیامد زیست‌محیطی تولید برق است .
سامانه‌های برقی از نیروگاه‌های تولیدی با منابع مختلف انرژی، شبکه‌های انتقال و خطوط توزیع تشکیل شده‌است. هر یک از این اجزا می‌توانند، در مراحل توسعه و استفاده، از جمله در ساخت، تولید برق و از رده خارج کردن و بدور انداختن آن، پیامدهای زیست‌محیطی داشته باشند. ما می‌توانیم این پیامدها را به پیامدهای عملیاتی (تأمین سوخت، آلودگی جوی جهانی و محلی) و پیامدهای ساخت و ساز (تولید، نصب، از رده خارج کردن و بدور انداختن آن) تقسیم کنیم. این صفحه منحصراً به پیامد زیست‌محیطی-عملیاتی تولید برق می‌پردازد. این صفحه طبق منبع انرژی سازماندهی شده‌است، و پیامدهایی مانند استفاده از آب ، انتشار گازهای گلخانه ای، آلودگی محلی و جابجایی حیات وحش را شامل می‌شود.
اطلاعات دقیق تر در مورد پیامدهای تولید برق برای فن آوری‌های خاص و دیگر پیامدهای زیست‌محیطی سامانه‌های نیرو برقی را می‌توان در بخش: پیامد زیست‌محیطی صنعت انرژی یافت.

### قدرت هسته‌ای

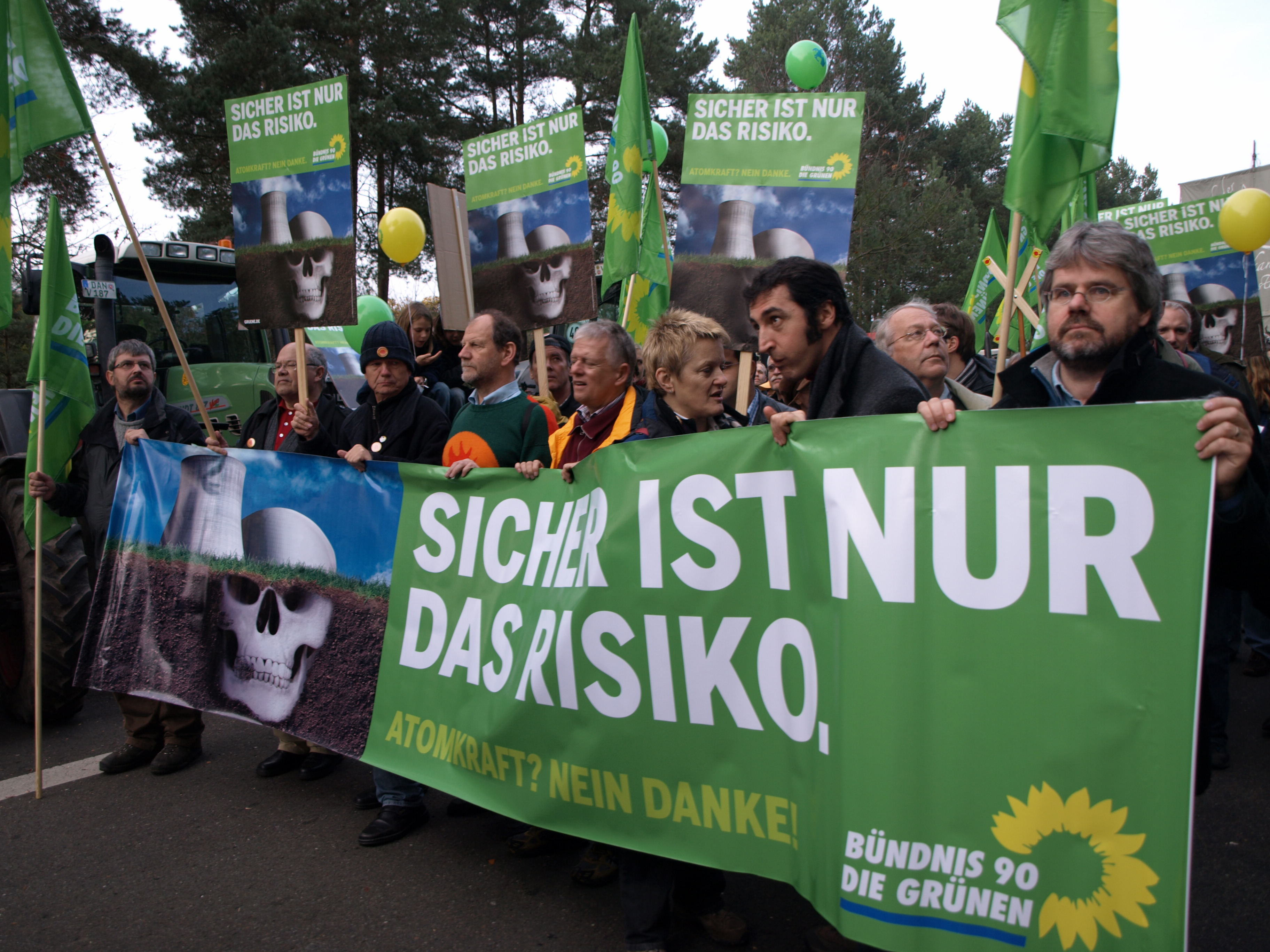
اعتراض ضد هسته‌ای در نزدیکی مرکز دفع زباله‌های هسته‌ای در Gorleben در شمال آلمان

مقاله اصلی: پیامد زیست‌محیطی انرژی هسته‌ای
پیامد زیست‌محیطی انرژی هسته‌ای در نتیجه فرایندهای چرخه سوخت هسته‌ای شامل استخراج، پردازش، حمل و ذخیره‌سازی سوخت و ضایعات سوخت رادیواکتیو است. رادیو ایزوتوپ‌های رها شده به دلیل ورود ذرات رادیواکتیو به موجودات از طریق مسیرهای مختلف انتقال، خطر سلامتی را برای جمعیت‌های انسانی، جانوران و گیاهان ایجاد می‌کنند.
تشعشع سرطان‌زا است و اثرات بی شماری بر موجودات زنده و سامانه‌ها ایجاد می‌کند. پیامدهای زیست‌محیطی فاجعه‌های نیروگاه هسته‌ای مانند فاجعه چرنوبیل، فاجعه هسته‌ای فوکوشیما دایچی و حادثه جزیره سه مایل، در این میان پیامدهای دیگر، به‌طور نامحدود ادامه دارند، اگرچه چندین عامل دیگر در این حوادث نقش داشته‌است از جمله مدیریت نادرست سامانه‌های ایمن از خرابی، و بلایای طبیعی ایجاد فشار غیرمعمول بر روی ژنراتورها. سرعت واپاشی هسته‌ای ذرات رادیواکتیو بسیار متفاوت است، بستگی به خصوصیات هسته‌ای یک ایزوتوپ خاص دارد. رادیو اکتیو پلوتونیوم -۲۴۴ دارای نیمه عمر ۸۰٫۸ میلیون سال است، که نشانگر مدت زمان لازم برای نیمه شدن واپاشی هسته‌ای از یک نمونه معین است، اگرچه پلوتونیوم-۲۴۴ بسیار کمی در چرخه سوخت هسته‌ای تولید می‌شود، و موادی که نیمه عمر پایین‌تری دارند که باعث تشعشع کمتر خطرناک می‌شود.

### صنعت نفت سنگ‌های رسوبی (شیل)

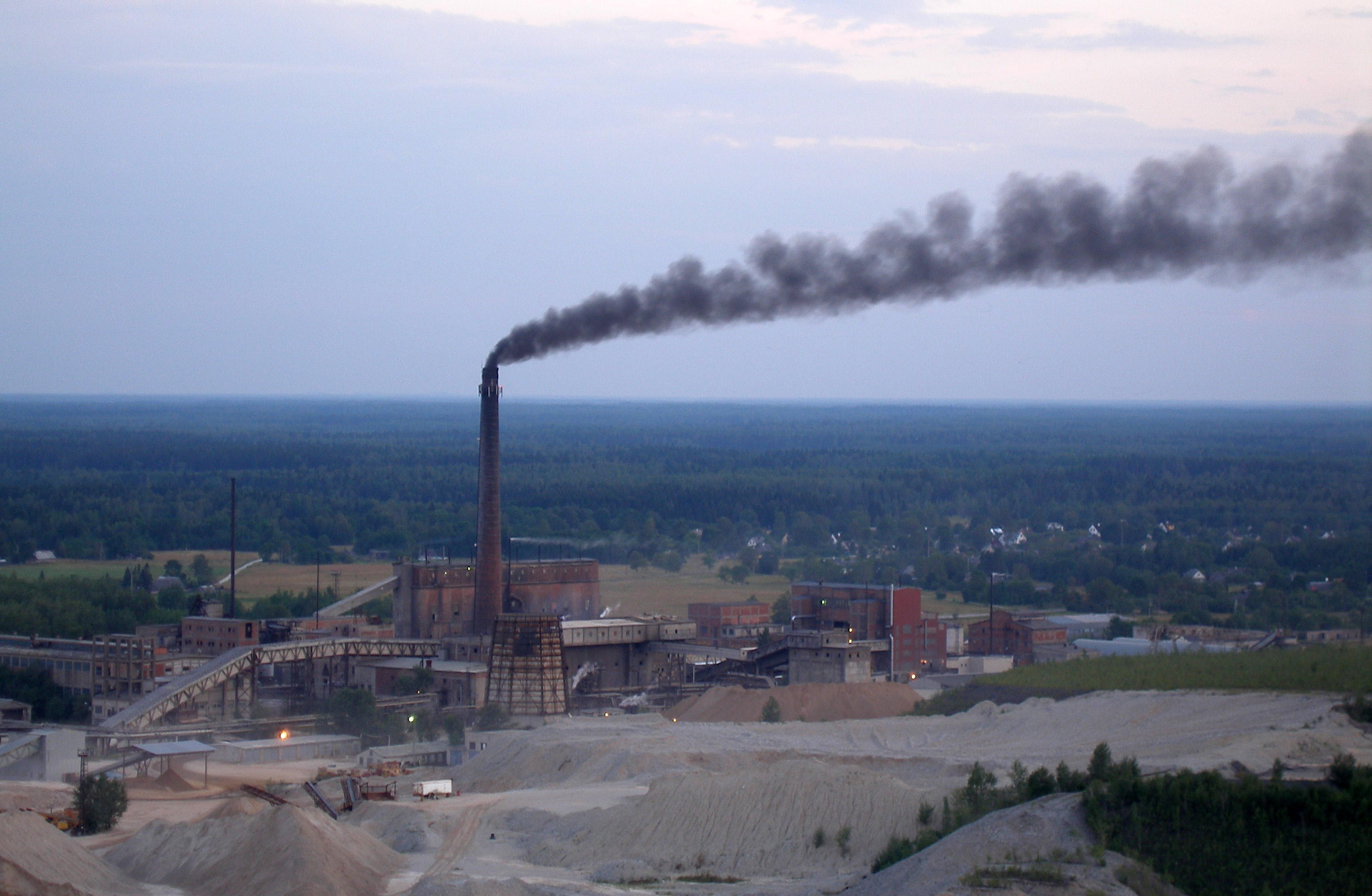
کارخانه فرآوری و مواد شیمیایی نفت شیل Kiviõli در ida-Virumaa، استونی

مقاله اصلی: پیامد زیست‌محیطی صنعت نفتِ شیل
پیامد زیست‌محیطی صنعت نفتِ شیل (shale) شامل در نظر گرفتن مواردی مانند استفاده زمین، مدیریت پسماند، آلودگی آب‌وهوا در اثر استخراج و فرآوری نفتِ شیل است. استخراج سطحی از ذخایر شیل نفتی باعث پیامدهای معمول زیست‌محیطی استخراج روباز می‌شود.
علاوه بر این، احتراق و فرآوری حرارتی مواد زائدی را ایجاد می‌کند که باید دفع شود و انتشارات مضر جوی، از جمله دی‌اکسید کربن، که یک گاز اصلی گلخانه‌ای است. فرایندهای تجربی در-محل و فناوری‌های جذب و ذخیره کربن ممکن است برخی از این نگرانی‌ها را در آینده کاهش دهد، اما ممکن است موارد دیگر مانند آلودگی آب‌های زیرزمینی را ایجاد کند.

### نفت
مقاله اصلی: پیامد زیست‌محیطی نفت
پیامد زیست‌محیطی نفت اغلب منفی است زیرا تقریباً برای همه اشکال زندگی سمی است. نفت، واژه‌ای معمول برای نفت یا گاز طبیعی، تقریباً با همه جنبه‌های جامعه کنونی ارتباط دارد، به ویژه برای ترابری و گرمایش هم برای خانه‌ها و هم برای فعالیت‌های تجاری.

### مخازن
مقاله اصلی: پیامد زیست‌محیطی مخازن

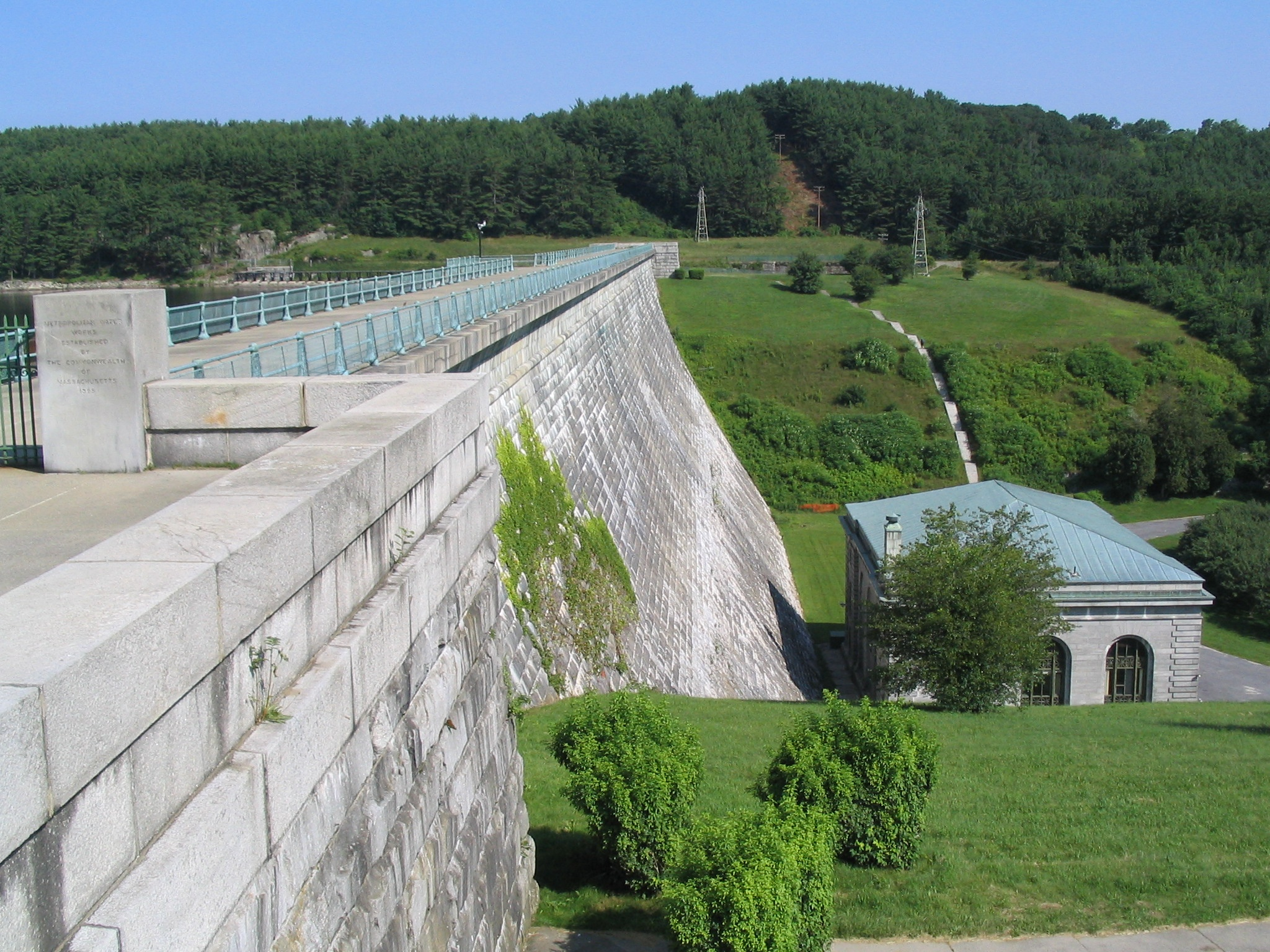
سد واخوست در کلینتون، ماساچوست

با افزایش تقاضای جهانی برای آب و انرژی و افزایش تعداد و اندازه مخازن، پیامد زیست‌محیطی مخازن، تحت نظارت روزافزون قرار می‌گیرد.
از سدها و مخازن می‌توان برای تأمین آب آشامیدنی، تولید برق آبی، افزایش تأمین آب برای آبیاری، ایجاد فرصت‌های تفریحی و کنترل سیل استفاده کرد. با این حال، پیامدهای نامطلوب زیست‌محیطی و جامعه شناختی نیز، در طول ساخت مخزن، و پس از آن، شناسایی شده‌است. اگرچه‌این پیامدمیان سدها و مخازن مختلف بسیار متفاوت است، اما انتقادات معمول شاملِ جلوگیری از رسیدن ماهی‌های دریایی به محل جفت‌گیری تاریخیِشان، دسترسی کمتر به آب در پایین-دست، و صید کمتر برای جوامع ماهیگیری در منطقه است. پیشرفت در فناوری راه حل‌هایی برای بسیاری از تأثیرات منفی سدها فراهم کرده‌است، اما این پیشرفت‌ها اگر به موجب قانون نیازی به آن‌ها نباشد یا تهدید به جریمه شوند، ارزش سرمایه‌گذاری ندارند.
اینکه آیا پروژه‌های مخزن در نهایت مفید یا مضر هستند - هم برای محیط زیست و هم برای جمعیت انسانی اطراف آن - از دهه ۱۹۶۰ و احتمالاً مدت‌ها قبل از آن بحث شده‌است. در سال ۱۹۶۰ ساخت Llyn Celyn و طغیان Capel Celyn باعث شورش سیاسی شد که تا به امروز ادامه دارد. اخیراً، ساخت سد سه گلوگاه و دیگر پروژه‌های مشابه در سراسر آسیا، آفریقا و آمریکای لاتین بحث‌های زیست‌محیطی و سیاسی چشمگیری ایجاد کرده‌است.

### نیروی باد

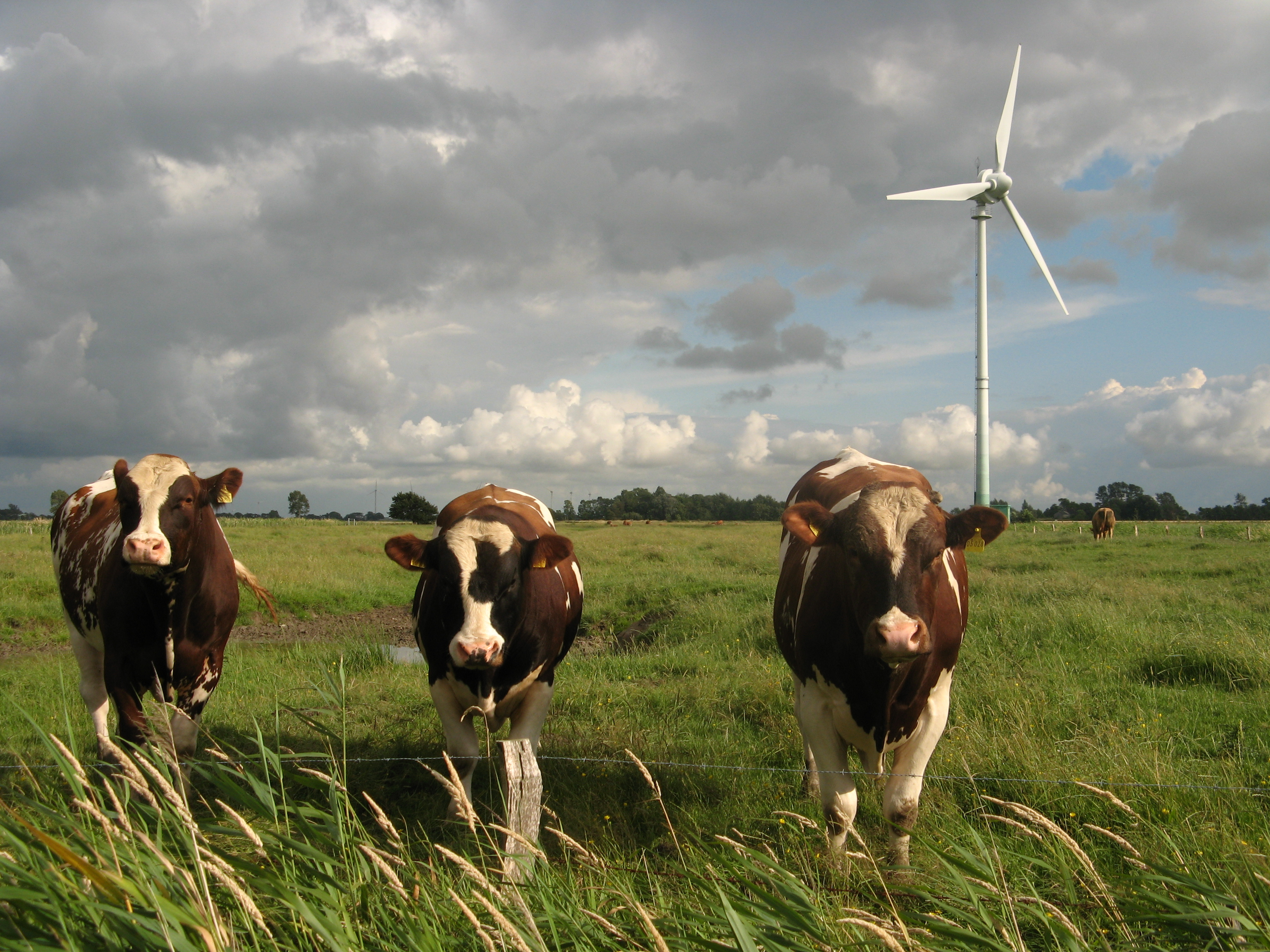
توربین‌های بادی در یک محیط کشاورزی

این بخش گزیده‌ای از پیامد زیست‌محیطی نیروی بادی است [ویرایش]
پیامد زیست‌محیطی نیروی بادی، در مقایسه با نیروی سوخت فسیلی، نسبتاً جزئی است. در مقایسه با سایر منابع نیرو کم-کربن، توربین‌های بادی یکی از کمترین پتانسیل‌های گرمایش کره زمین، در واحد انرژی الکتریکی تولید شده توسط هر منبع نیرو را دارند. طبق IPCC، در ارزیابی پتانسیل گرم شدن کره زمین در چرخه زندگی منابع انرژی، توربین‌های بادی دارای مقدار میانه بین ۱۱ تا ۱۵ هستند (gCO2 eq / kWh) بسته به اینکه توربین‌های دریایی یا خشکی ارزیابی می‌شوند.
مزارع بادی خشکی می‌توانند تأثیرات چشمگیری در چشم‌انداز داشته باشند، زیرا معمولاً باید در زمین‌های بیشتری نسبت به سایر نیروگاه‌ها پخش شوند و باید در مناطق وحشی و روستایی احداث شوند که می‌تواند منجر به «صنعتی شدن حومه» و از بین رفتن زیستگاه شود. درگیری‌ها به ویژه در مناظر دیدنی و مهم فرهنگی به وجود می‌آیند. برای محدود کردن تأثیر ممکن است محدودیت‌های محلی (مانند عقب‌نشینی) اعمال شود. زمین بین توربین‌ها و جاده‌های دسترسی هنوز هم می‌تواند برای کشاورزی و چرا استفاده شود.
از بین رفتن و تکه‌تکه شدن زیستگاه بیشترین تأثیر مزارع بادی بر حیات وحش است. توربین‌های بادی نیز مانند بسیاری دیگر از فعالیت‌ها و ساختمان‌های انسانی میزان مرگ و میر جانوران پرنده مانند پرندگان و خفاش‌ها را افزایش می‌دهد. خلاصه‌ای از مطالعات میدانی موجود که در سال ۲۰۱۰ از همکاری ملی هماهنگی باد تهیه شده‌است، کمتر از ۱۴ و به‌طور معمول کمتر از چهار مورد مرگ پرندگان در هر مگاوات نصب شده در سال را شناسایی کرده‌است، اما متغیرات بیشتری در تعداد مرگ خفاش‌ها دارد. مانند تحقیقات دیگر، نتیجه‌گیری شد که، شناخته شده‌است که، برخی از گونه‌ها (به عنوان مثال خفاش‌های مهاجر و پرندگان آوازخوان) بیش از دیگران آسیب می‌بینند و عواملی مانند محل توربین می‌تواند مهم باشد. با این حال، بسیاری از جزئیات و همچنین تأثیر کلی ناشی از افزایش تعداد توربین‌ها همچنان نامشخص است. آزمایشگاه ملی انرژی‌های تجدیدپذیر پایگاه داده‌ایی از ادبیات علمی در این زمینه را نگهداری می‌کند.
توربین‌های بادی نیز سر و صدا ایجاد می‌کنند و در فاصله مسکونی ۳۰۰ متر این ممکن است در حدود ۴۵ دسی‌بل باشد. با این حال، در فاصله ۱٫۵ کیلومتری (۱ مایل)، بیشتر توربین‌های بادی غیرقابل شنیدن می‌شوند. سر و صدای زیاد یا مداوم استرس را افزایش می‌دهد که می‌تواند منجر به بیماری شود. توربین‌های بادی با قرارگیری صحیح بر روی سلامتی انسان تأثیر نمی‌گذارند. با این حال، هنگام قرارگیری نامناسب، داده‌های حاصل از نظارت بر دو گروه غاز در حال رشد وزن قابل توجه در بدن و غلظت بالاتر هورمون استرس در خون گروه اول غازهایی که ۵۰ متر دورتر بودند در مقایسه با گروه دوم در فاصله ۵۰۰ متری توربین را نشان داد.

## تولید (ساخت)

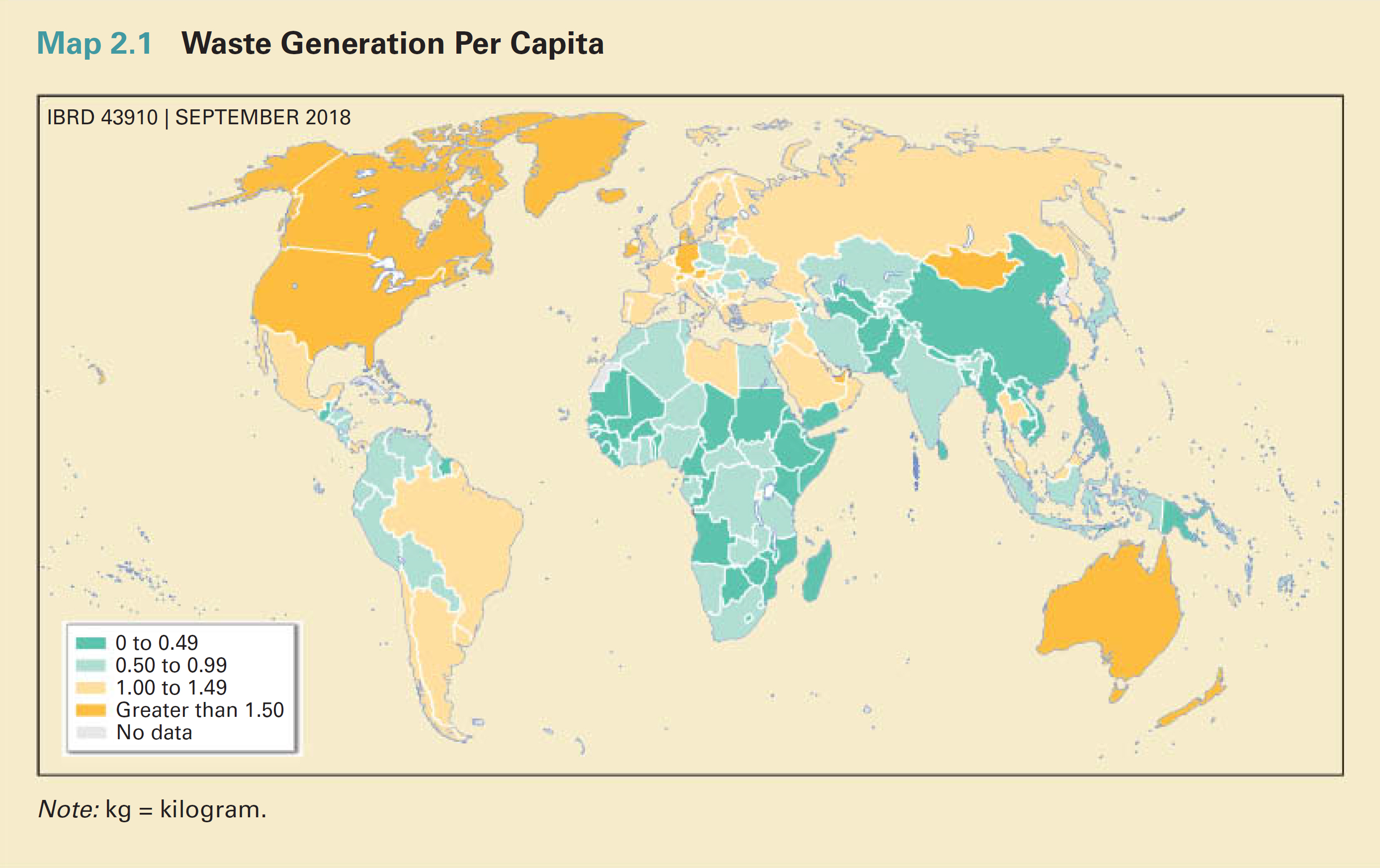
تولید زباله، کیلوگرم در هر فرد در روز اندازه‌گیری می‌شود

### عوامل تمیزکننده
مقاله اصلی: پیامد زیست‌محیطی عوامل پاک‌کننده
پیامد زیست-محیطی عوامل تمیز کننده متنوع است. در سال‌های اخیر اقداماتی برای کاهش این اثرات انجام شده‌است.

### فناوری نانو
مقاله اصلی: تأثیر زیست‌محیطی فناوری نانو
پیامد زیست-محیطی فناوری نانو را می‌توان به دو جنبه تقسیم کرد: پتانسیل نوآوری‌های فناوری نانو برای کمک به بهبود محیط زیست، و احتمالاً نوع جدیدی از آلودگی که در صورت انتشار در محیط، ممکن است باعث ایجاد مواد نانوتکنولوژی شود. از آنجا که فناوری نانو یک حوزه درحال ظهور است، بحث بسیاری در مورد اینکه استفاده صنعتی و تجاری از نانومواد تا چه اندازه بر موجودات و اکوسیستم‌ها تأثیر می‌گذارد وجود دارد.

### رنگ
مقاله اصلی: پیامد زیست‌محیطی رنگ
پیامد زیست‌محیطی رنگ متنوع است. مواد و فرایندهای رنگ آمیزی سنتی می‌توانند اثرات زیان‌بار بر محیط زیست داشته باشند، از جمله اثرات استفاده از سرب و سایر مواد افزودنی. می‌توان اقداماتی را برای کاهش پیامد زیست‌محیطی انجام داد، از جمله برآورد دقیق مقدار رنگ به گونه‌ای که هدر رفت آن به حداقل برسد، استفاده از رنگ، پوشش‌ها، لوازم جانبی نقاشی و تکنیک‌هایی که از نظر محیط زیست ترجیح داده می‌شوند. رهنمودهای آژانس حفاظت از محیط زیست ایالات متحده و رتبه‌بندی ستاره سبز برخی از استانداردهایی هستند که می‌توانند اعمال شوند.

### کاغذ
این بخش گزیده‌ای از پیامد زیست‌محیطی کاغذ است [ویرایش]

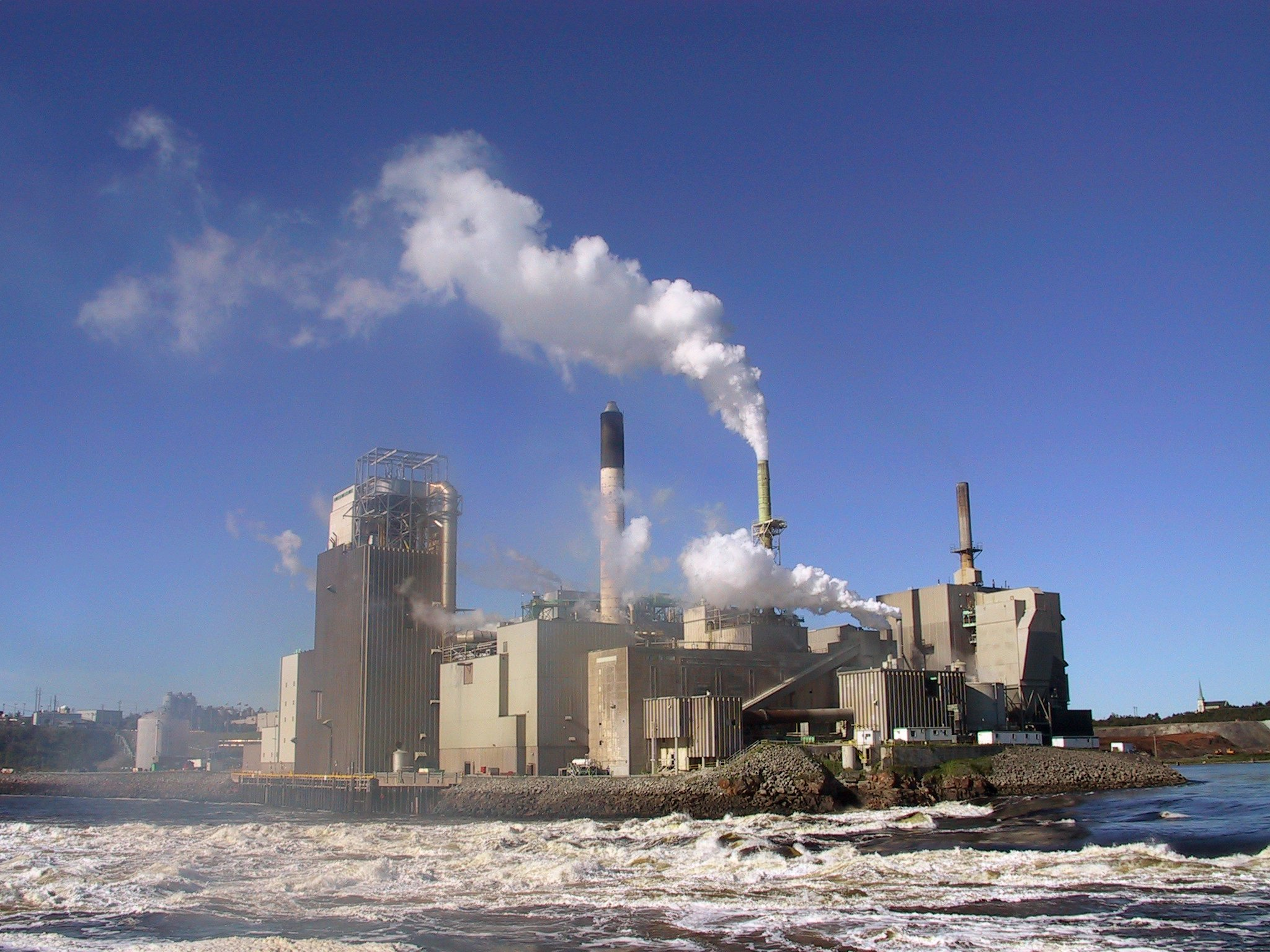
کارخانه تولید کاغذ و پالپ کاغذ در نیوبرانزویک، کانادا. اگرچه تولید کاغذ و پالپ کاغذ به مقدار زیادی انرژی نیاز دارد، اما بخشی از آن از سوختن بقایای چوب حاصل می‌شود.

پیامد زیست‌محیطی کاغذ قابل توجه است، که منجر به تغییر در صنعت و رفتار در هر دو سطح تجاری و شخصی شده‌است. با استفاده از فن آوری مدرن مانند چاپخانه و برداشت بسیار مکانیزه چوب، کاغذهای یکبار مصرف، به کالایی نسبتاً ارزان تبدیل شد، که منجر به مصرف و اتلاف زیاد شد. ازدیاد مسائل زیست‌محیطی جهانی مانند آلودگی آب و هوا، تغییرات اقلیمی، سرریز شدن محل‌های دفن زباله‌ها و برش‌های-کامل همه سبب افزایش مقررات دولت شده‌است. در حال حاضر گرایش به پایداری در صنعت خمیر کاغذ و کاغذ وجود دارد که به منظور کاهش پاک-تراشی، مصرف آب، انتشار گازهای گلخانه‌ای، مصرف سوخت فسیلی و پاک کردن پیامدهای آن بر منابع محلی آب و آلودگی هوا است.
طبق گفته یک سازمان شهروندان کانادایی، «مردم به محصولات کاغذی نیاز دارند همان‌طور که ما به تولید پایدار و ایمن از نظر محیط زیست نیاز داریم».
اعلامیه‌های محصولات زیست‌محیطی یا کارت‌های امتیازی محصولات برای جمع‌آوری و ارزیابی عملکرد زیست‌محیطی و اجتماعی محصولات کاغذی مانند Paper Calculator, Environment Assessment Paper Assessment Tool (EPAT), یا Profile Profile موجود است.
ایالات متحده و کانادا هر دو نقشه تعاملی از شاخص‌های محیطی تولید می‌کنند که تک تک  انتشارات آلایندگی تأسیسات را نشان می‌دهد.

### پلاستیک‌ها

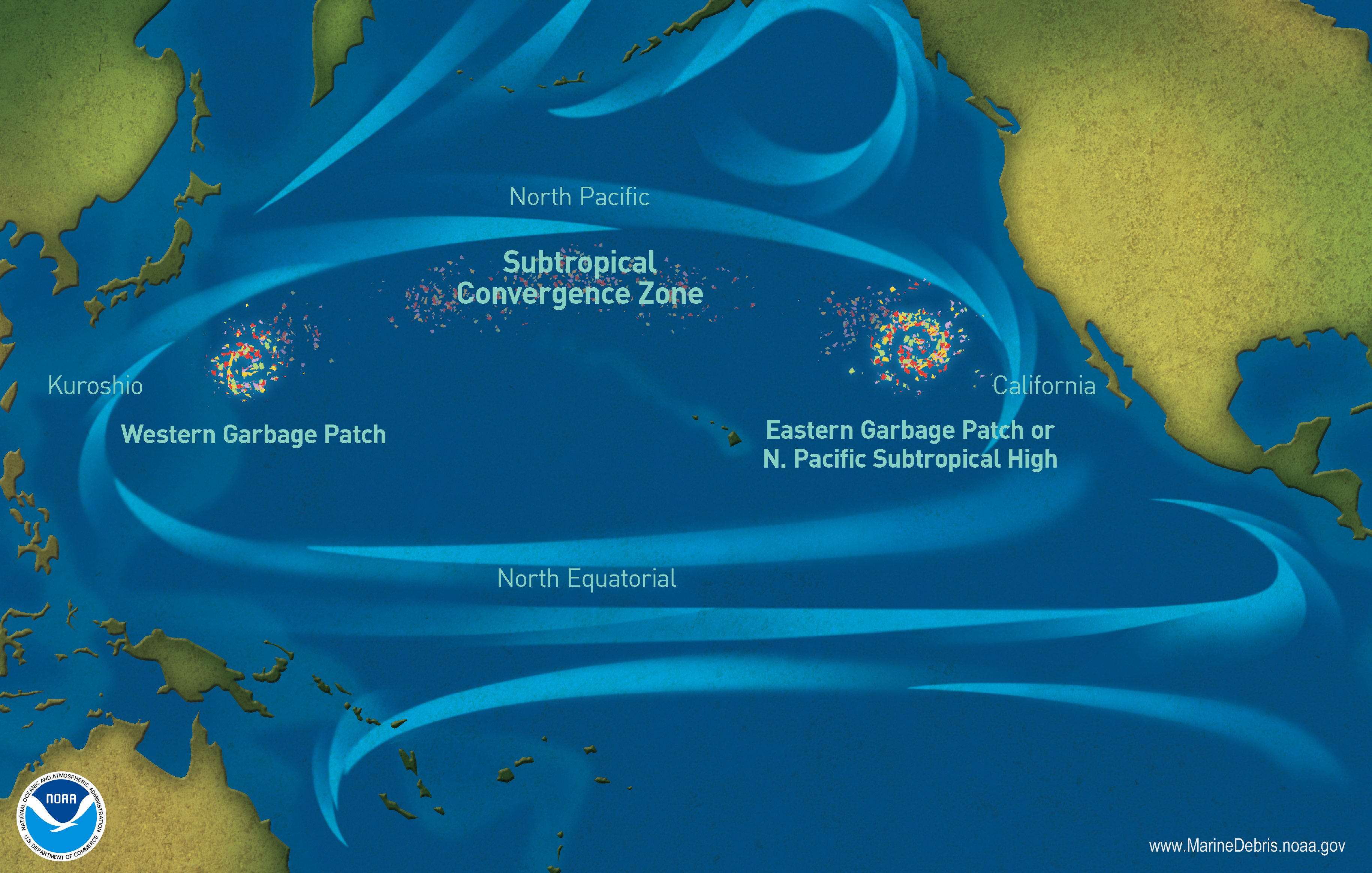
تکه بزرگ زباله اقیانوس آرام

اطلاعات بیشتر: اثر زیست‌محیطی پلاستیک
برخی دانشمندان پیشنهاد می‌کنند که تا سال ۲۰۵۰ می‌توان پلاستیک بیشتری از ماهی در اقیانوس‌ها وجود داشته باشد. یک مطالعه در دسامبر سال ۲۰۲۰ در نیچر منتشر شد که جرم مواد ساخت بشر، بیش از همه زیست توده موجود در زمین است، جرم توده پلاستیک به تنهایی بیش از وزن جانداران زمینی و دریایی است.

### آفت کش‌ها
تأثیرات سموم دفع آفات در محیط زیست اغلب بیشتر از آنچه که افراد استفاده‌کننده تصور می‌کنند است. بیش از ۹۸٪ حشره‌کش‌های سمپاشی شده و ۹۵٪ علف‌کش‌ها به گونه‌هایی غیر از گونه‌های مورد نظر خود می‌رسند، از جمله گونه‌های غیر هدف، هوا، آب، رسوبات کف و مواد غذایی. سموم دفع آفات زمین و آب را هنگام گریز از محل‌های تولید و مخازن ذخیره‌سازی، هنگام خالی شدن از مزارع، دور انداختن، پاشش هوایی و پاشش در آب برای از میان بردن جلبک‌ها، آلوده می‌کند.
مقدار سموم دفع آفات از ناحیه مورد نظر تحت تأثیر خاصیت ماده شیمیایی خاص قرار می‌گیرد: گرایش آن برای اتصال به خاک، فشار بخار، محلول بودن آب و مقاومت در برابر تجزیه شدن آن با گذشت زمان. عواملی که در خاک وجود دارد مانند بافت آن، قابلیت نگهداری آب و میزان مواد آلی موجود در آن نیز بر میزان سموم دفع آفات منطقه تأثیر می‌گذارد. برخی از سموم دفع آفات در گرم شدن کره زمین و تخریب لایه ازن سهیم هستند.

### داروسازی و مراقبت شخصی
این بخش گزیده‌ای از پیامد زیست‌محیطی داروها و محصولات مراقبت شخصی است [ویرایش]

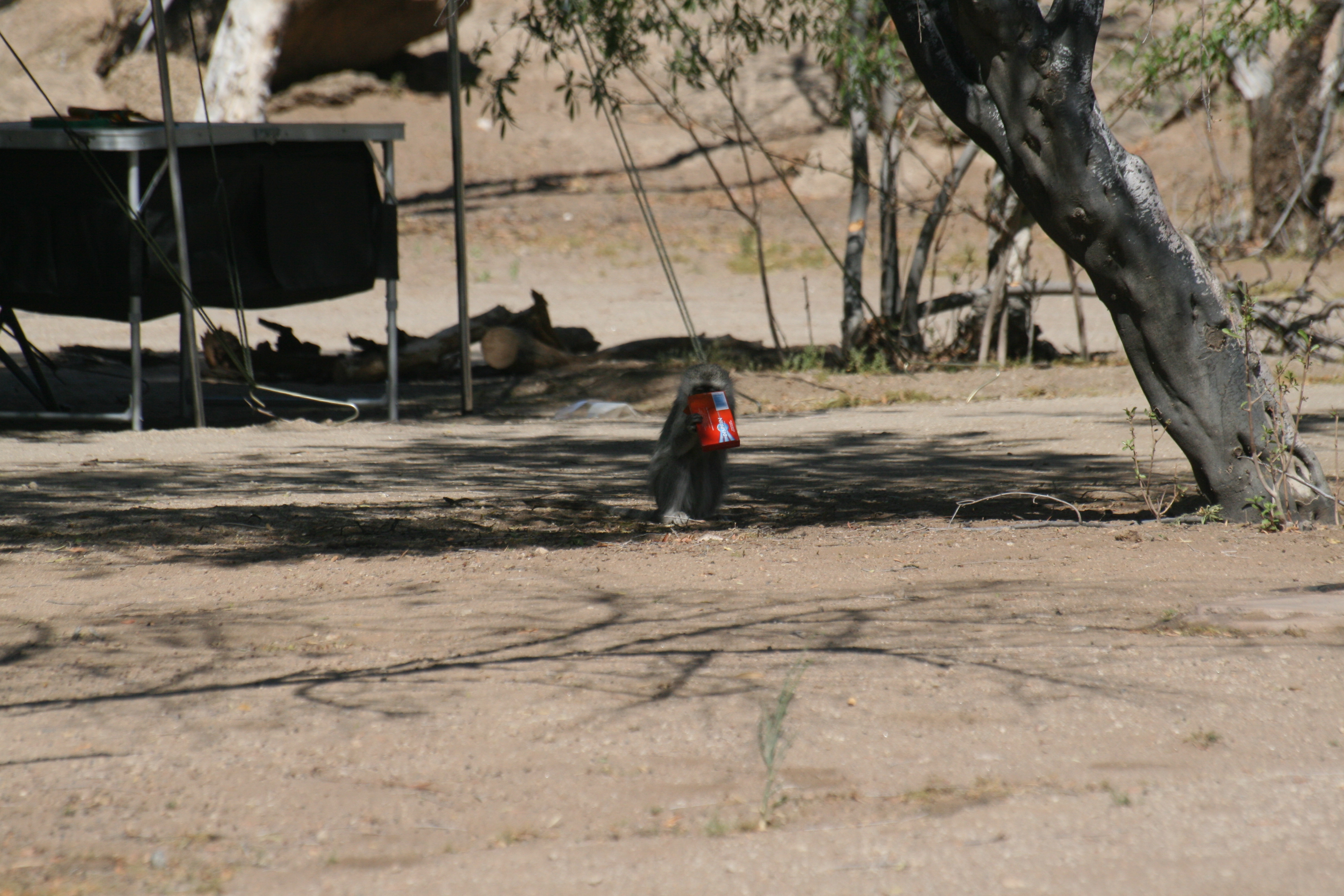
یک میمون وروت با جعبه سرقت شده آسپرین که به‌طور ایمن نگهداری نشده بود

اثرات زیست‌محیطی pharmaceuticals and personal care products (PPCP) داروها و محصولات مراقبت شخصی در حال حاضر به‌طور گسترده در حال بررسی است. PPCPها شامل موادی هستند که افراد به دلایل بهداشت شخصی یا لوازم آرایشی و محصولات مورد استفاده تجارت-کشاورزی برای تقویت رشد یا سلامت دامها استفاده می‌کنند. بیش از بیست میلیون تن PPCP سالانه تولید می‌شود.
PPCP در بدنه آبی سراسر جهان شناسایی شده‌است. برای ارزیابی خطرات سمیت، ماندگاری و تجمع-زیست، تحقیقات بیشتری لازم است، اما وضعیت فعلی تحقیقات نشان می‌دهد که محصولات مراقبت شخصی بر محیط و سایر گونه‌ها مانند صخره‌های مرجانی و ماهی تأثیر دارند.PPCPها شامل آلاینده‌های دارویی ماندگر محیطی (EPPP) هستند، و یکی از انواع آلاینده‌های ماندنی هستند. با روشهای معمول از فاضلاب خارج نمی‌شوند.
اتحادیه اروپا بقایای دارویی با احتمال آلودگی آب و خاک را «مواد اولویت دار» اعلام کرد.

## ترابری
مقاله اصلی: پیامد زیست‌محیطی ترابری

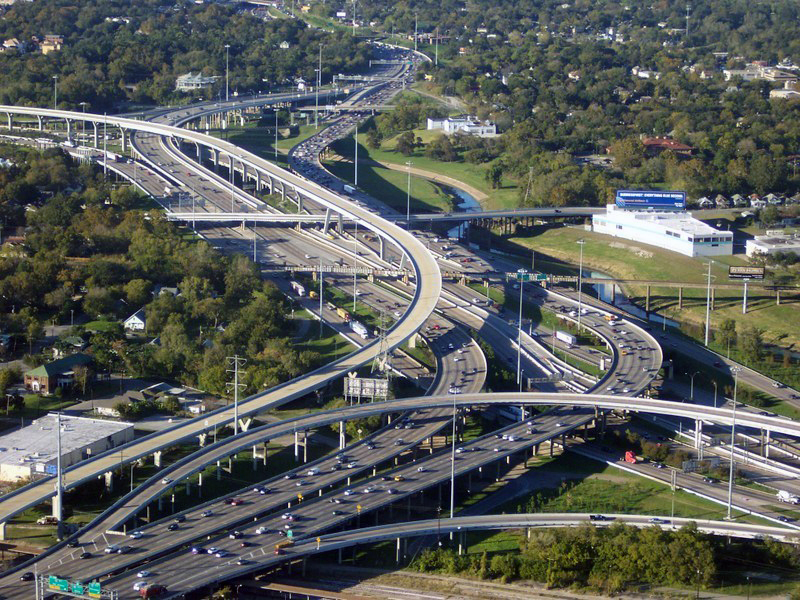
میان ایالت ۱۰ و ایالت ۴۵ در نزدیکی مرکز شهر هیوستون، تگزاس در ایالات متحده است

پیامد زیست‌محیطی ترابری قابل توجه است زیرا مصرف‌کننده عمده انرژی است و بیشتر سوخت‌های جهان را می‌سوزاند. این امر باعث ایجاد آلودگی هوا، از جمله اکسیدهای نیتروژن و ذرات معلق می‌شود، و از طریق انتشار دی اکسیدکربن، که ترابری سریع‌ترین رشد در بخش انتشار است، در گرم شدن کره زمین نقش مهمی دارد. بر اساس زیربخش، ترابری جاده‌ایی بیشترین نقش را در گرم شدن کره زمین دارد.
مقررات زیست‌محیطی در کشورهای پیشرفته باعث کاهش انتشار وسایل نقلیه منفرد شده‌است. اما این با افزایش شمار وسایل نقلیه و استفاده بیشتر از هر وسیله نقلیه جبران شده‌است. برخی از مسیرهای کاهش انتشار کربن وسایل نقلیه جاده‌ای به‌طور قابل توجهی مورد مطالعه قرار گرفته‌اند. میزان مصرف انرژی و انتشاراتش تا حد زیادی بین حالت‌ها متفاوت است، و باعث می‌شود محیط بانان خواستار انتقال از هوا و جاده به راه‌آهن و ترابری با نیروی انسانی شوند و الکتریکی سازی ترابری و بازدهی انرژی را افزایش دهند.
دیگر پیامدهای زیست‌محیطی سامانه‌های ترابری شامل ازدحام ترافیک و پراکندگی شهری خودرو محور است، که می‌تواند زیستگاه طبیعی و زمین‌های کشاورزی را تصرف کند. با کاهش انتشار گازهای گلخانه‌ای در سطح جهان، پیش‌بینی می‌شود که تأثیرات مثبت قابل توجی بر کیفیت هوا زمین، باران اسیدی، دود و تغییرات اقلیمی داشته باشد.
پیامد بر سلامتی آلاینده‌های ترابری نیز نگران کننده است. یک بررسی اخیر از مطالعات در مورد اثر آلایندگی ترافیک بر نتایج بارداری، تماس با آلایندگی ترابری را با اثرات سوء آن بر مدت حاملگی و احتمالاً رشد داخل رحمی مرتبط دانسته‌است.

### هواپیمایی
مقاله اصلی: پیامد زیست‌محیطی هواپیمایی
پیامد زیست‌محیطی هواپیمایی به دلیل صدا، ذرات، و گازهایی که به تغییرات اقلیمی و کم نور شدن کره زمین که موتورهای هواپیما منتشر می‌کنند اتفاق می‌افتد. با وجود کاهش انتشار از خودروها و موتورهای توربوفن و توربوپراپ کم مصرف و کم آلاینده، رشد سریع سفرهای هوایی در سال‌های اخیر به افزایش کل آلودگی ناشی از ترابری هوایی کمک می‌کند. در اتحادیه اروپا، میان سال‌های ۱۹۹۰ و ۲۰۰۶ انتشار گازهای گلخانه‌ای از هواپیمایی ۸۷٪ افزایش یافت. از جمله دیگر عوامل منجر به‌این پدیده، افزایش شمار مسافران بسیار متحرک است و عوامل اجتماعی که سفرهای هوایی را به امری عادی تبدیل می‌کنند، مانند برنامه‌های مکرر پرواز.
بحث در مورد مالیات احتمالی سفرهای هوایی و گنجاندن هواپیمایی در یک طرح تجارت آلاینده‌ها ادامه دارد، با هدف اطمینان از در نظر گرفتن کل هزینه‌های خارجی هواپیمایی

### جاده‌ها
مقاله اصلی: پیامد زیست‌محیطی جاده‌ها
پیامد زیست‌محیطی جاده‌ها شامل اثرات محلی بزرگراه‌ها (جاده‌های عمومی) مانند صدا، آلودگی نوری، آلودگی آب، تخریب / اختلال زیستگاه و کیفیت هوای محلی است و اثرات گسترده‌تر از جمله تغییر اقلیمی از انتشار آلاینده‌ها. طراحی، ساخت و مدیریت جاده‌ها، پارکینگ و دیگر امکانات مرتبط و همچنین طراحی و مقررات وسایل نقلیه می‌تواند پیامدها را به درجات مختلف تغییر دهد.

### کشتیرانی
مقاله اصلی: پیامدهای زیست‌محیطی کشتیرانی
شامل انتشار گازهای گلخانه‌ای و آلودگی روغن است. در سال ۲۰۰۷، میزان انتشار دی‌اکسید کربن از حمل و نقل ۴ تا ۵٪ از کل جهانی تخمین زده شده‌است و توسط سازمان بین‌المللی دریانوردی (IMO) تخمین زده می‌شود که در صورت عدم اقدام تا سال ۲۰۲۰ تا ۷۲٪ افزایش یابد. همچنین امکان معرفی گونه‌های مهاجم به مناطق جدید از طریق کشتیرانی وجود دارد، معمولاً با اتصال به بدنه کشتی.
نخستین جلسه میان دوره‌ای کارگروه IMO در مورد انتشار گازهای گلخانه‌ای از کشتی‌ها در اسلو، نروژ در ۲۳ تا ۲۷ ژوئن ۲۰۰۸ برگزار شد. این کارگروه مکلف شده‌بود پایه فنی مکانیسم‌های کاهش را که ممکن است بخشی از رژیم آینده IMO برای کنترل انتشار گازهای گلخانه‌ای از کشتیرانی بین‌المللی باشد توسعه دهد و پیش نویس سازوکارهایی برای کاهش واقعی خود را برای بررسی بیشتر IMO توسط کمیته حفاظت از محیط زیست دریایی (MEPC) بنویسد.

## نظامی

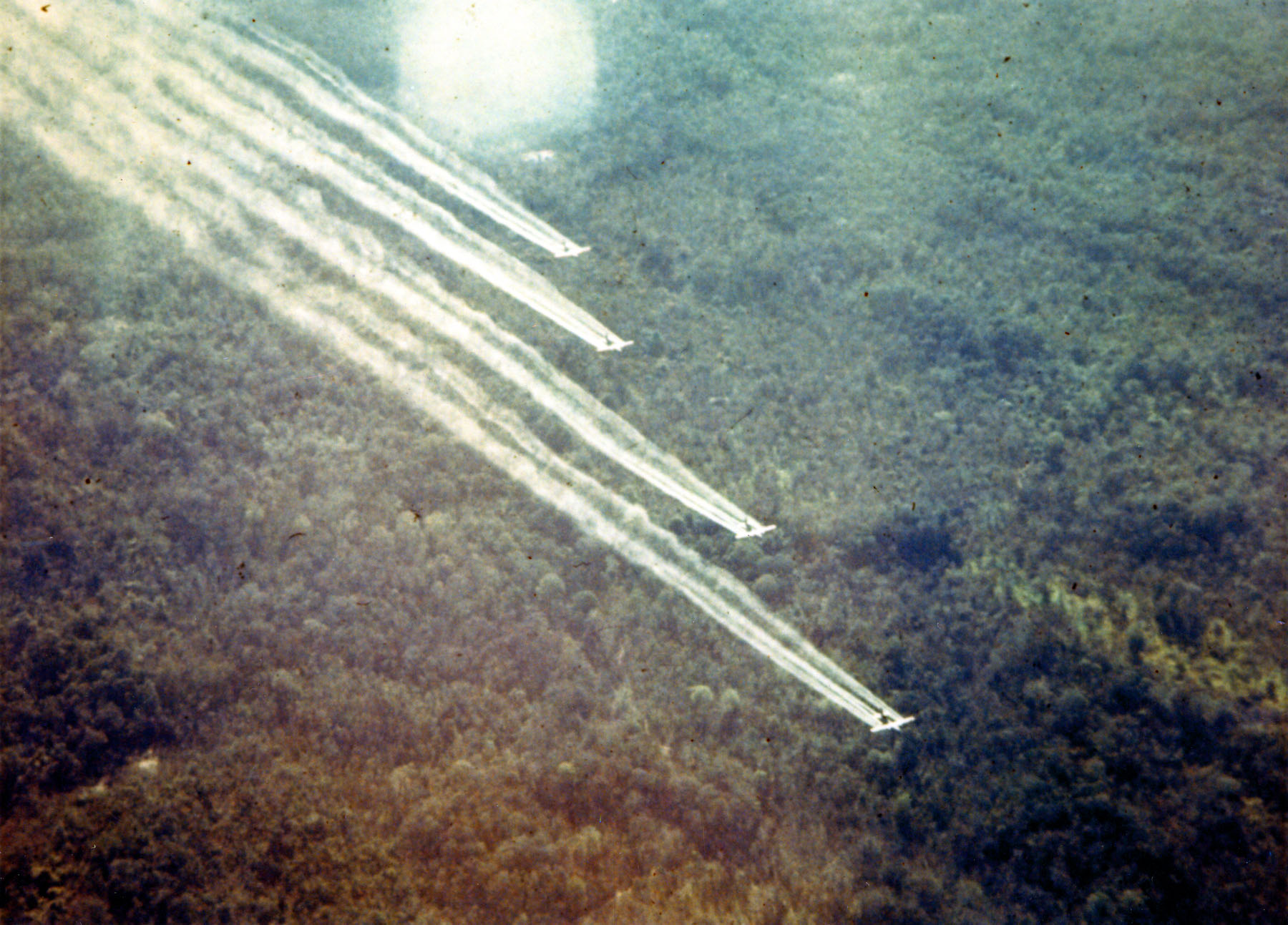
اسپری Agent Orange که توسط هواپیما اجرا می‌شود، بخشی از عملیات Ranch Hand، در طول جنگ ویتنام

همچنین بنگرید: پیامد زیست‌محیطی جنگ
هزینه‌های عمومی نیروهای نظامی و فعالیت‌های نظامی اثرات زیست‌محیطی چشمگیری دارند. نیروهای نظامی ایالات متحده یکی از بدترین آلاینده‌ها در جهان شناخته شده‌است، مسئول بیش از ۳۹۰۰۰ سایت آلوده به مواد خطرناک. چندین مطالعه همچنین نشان داده‌است که بین هزینه‌های بالاتر نظامی و انتشار بیشتر کربن در جایی که افزایش هزینه‌های نظامی تأثیر بیشتری در افزایش انتشار کربن در شمال کره نسبت به جنوب کره دارد، یک ارتباط مثبت قوی وجود دارد. فعالیت‌های نظامی همچنین بر کاربری زمین تأثیر می‌گذارد و فوق‌العاده خورنده-منابع است.
نیروهای نظامی تنها اثرات منفی بر محیط زیست ندارند. چندین نمونه از کمک نظامیان به مدیریت زمین، حفاظت و سبز شدن یک منطقه وجود دارد. علاوه بر این، برخی از فن آوری‌های نظامی برای محافظان و دانشمندان محیط زیست بسیار سودمند بوده‌است.
همین‌طور هزینه زندگی و جامعه انسانی، از نظر زیست‌محیطی تأثیر قابل توجهی دارد. روش‌های زمین سوخته در طول جنگ، یا پس از آن در بیشتر تاریخ ثبت شده مورد استفاده بوده‌است اما با فناوری مدرن جنگ می‌تواند ویرانگری بیشتری را در محیط ایجاد کند. مهمات منفجر نشده می‌تواند زمین را برای استفاده بیشتر غیرقابل مصرف کند یا دسترسی به آن را خطرناک یا کشنده کند.

## آلودگی نوری
مقاله اصلی: آلودگی نوری اکولوژیکی

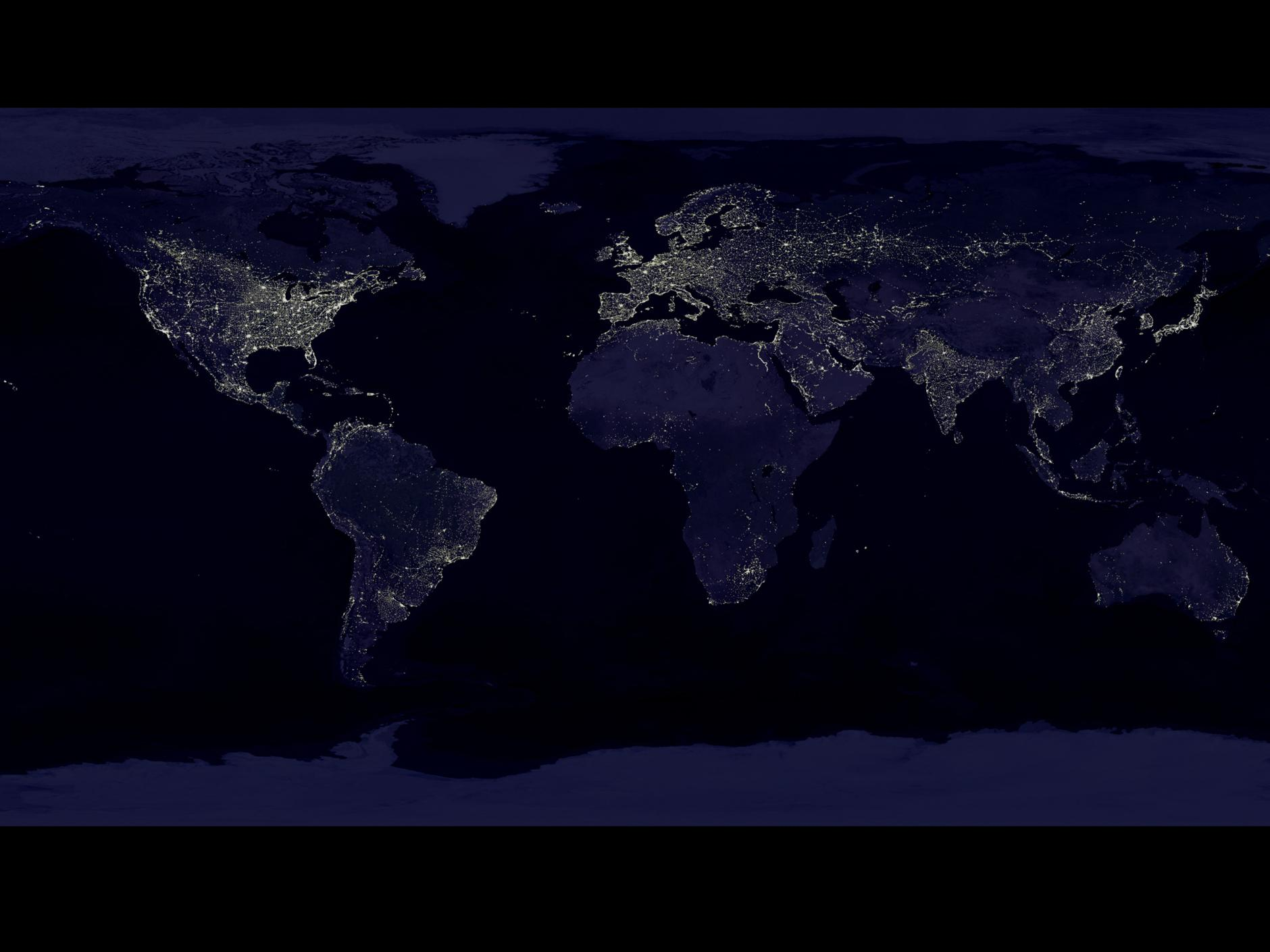
تصویری ترکیبی از انتشار نور مصنوعی از زمین در شب

نور مصنوعی در شب یکی از بارزترین تغییرات فیزیکی است که بشر در زیست کره زمین ایجاد کرده‌است و آسانترین گونه آلودگی برای مشاهده از فضا است. عمده پیامد زیست‌محیطی نور مصنوعی به دلیل استفاده از نور به‌عنوان منبع اطلاعاتی (و نه منبع انرژی) است. کارایی شکار شکارچیان بصری به‌طور کلی در زیر نور مصنوعی افزایش می‌یابد و تعاملات طعمه‌های شکارچی را تغییر می‌دهد. نور مصنوعی همچنین بر پراکندگی، جهت‌گیری، مهاجرت و مقادیر هورمون‌ها تأثیر می‌گذارد و در نتیجه ریتم شبانه‌روزی مختل می‌شود.

## مُد سریع
مقاله اصلی: پیامد مد به محیط زیست
مُد سریع (Fast Fashion) با افزایش جهانی شدن به یکی از موفق‌ترین صنایع در بسیاری از جوامع سرمایه‌داری تبدیل شده‌است. مُد سریع تولید انبوه ارزان لباس است که سپس با قیمت بسیار پایین به مصرف‌کنندگان فروخته می‌شود. امروز ارزش این صنعت ۲ تریلیون پوند است.

###### پیامدهای زیست‌محیطی
از نظر انتشار دی اکسیدکربن، صنعت مُد سریع بین ۴–۵ میلیارد تن دی اکسیدکربن در سال منتشر می‌کند، که معادل ۸–۱۰٪ از کل انتشارات جهانی. دی‌اکسید کربن یک گاز گلخانه‌ای است، به‌این معنی که باعث می‌شود گرما در جو گیر کند، نه‌اینکه در فضا آزاد شود، بلکه دمای زمین - معروف به گرم شدن کره زمین را افزایش داده.
در کنار انتشار گازهای گلخانه‌ای، صنعت مُد مسئول تقریباً ۳۵٪ آلودگی میکروپلاستیک در اقیانوس‌ها است. دانشمندان تخمین زده‌اند که تقریباً ۱۲ تا ۱۲۵ تریلیون تن ذرات میکرو پلاستیک در اقیانوس‌های زمین وجود دارد. این ذرات توسط جانداران دریایی، از جمله ماهی‌هایی که بعداً توسط انسان خورده می‌شوند، بلعیده می‌شوند. این مطالعه بیان می‌کند که بسیاری از الیاف‌های یافت شده احتمالاً از لباس و دیگر منسوجات آمده‌اند، یا از طریق شستشو، یا تخریب ناشی آنها می‌باشد.
زباله‌های نساجی یک مسئله بزرگ برای محیط زیست است، که با حدود ۲٫۱ میلیارد تن لباس فروخته نشده یا معیوب که در سال دفع می‌شود. بیشتر این موارد به محل دفن زباله برده می‌شود، اما اکثر موادی که برای ساخت لباس استفاده می‌شود، قابل تجزیه زیستی نیستند، در نتیجه باعث شکسته شدن و آلودگی آب و خاک می‌شوند.
مُد، همانند اکثر صنایع دیگر مانند کشاورزی، برای تولید، به مقدار بسیاری آب نیاز دارد. سرعت و مقدار تولید لباس که به صورت مُد سریع، به این معنی است که، صنعت هر ساله ۷۹ تریلیون لیتر آب مصرف می‌کند. ثابت شده‌است که مصرف آب برای محیط زیست و اکوسیستمهای آن بسیار زیان‌بار است، و منجر به کاهش آب و کمبود آب می‌شود. اینها نه تنها بر موجودات دریایی بلکه بر منابع غذایی انسان مانند محصولات کشاورزی تأثیر می‌گذارد. این صنعت برای تقریباً یک پنجم آلودگی آب صنایع مقصر است.